# Liste der Biografien/Zh
Liste der Biografien |
Portal Biografien |
Personensuche
# |
A |
B |
C |
D |
E |
F |
G |
H |
I |
J |
K |
L |
M |
N |
O |
P |
Q |
R |
S |
T |
U |
V |
W |
X |
Y |
Z |
?
 
Za |
Zb |
Zc |
Zd |
Ze |
Zf |
Zg |
Zh |
Zi |
Zj |
Zk |
Zl |
Zm |
Zn |
Zo |
Zr |
Zs |
Zu |
Zv |
Zw |
Zy |
Zz
Die Liste der Biografien führt alle Personen auf, die in der deutschsprachigen Wikipedia einen Artikel haben. Dieses ist eine Teilliste mit 759 Einträgen von Personen, deren Namen mit den Buchstaben „Zh“ beginnt.

## Zh

### Zha

#### Zhai
- Zhai Hou, Königin-Gemahlin von König Xiang von Zhou, der 651–619 v
- Zhai, Chao (* 1971), chinesische Handballspielerin
- Zhai, Mo (* 1996), chinesische Schachspielerin
- Zhai, Zhigang (* 1966), chinesischer Taikonautenanwärter

#### Zhan
- Zhan, Mutter des Tao Kan
- Zhan Silu, Vincent (* 1961), chinesischer Geistlicher, römisch-katholischer Bischof von Xiapu
- Zhan, Dapeng, chinesisch-US-amerikanischer Mathematiker
- Zhan, Jiang, chinesischer Enthüllungsjournalist
- Zhan, Wang (* 1962), chinesischer Bildhauer
- Zhan, Xugang (* 1974), chinesischer Gewichtheber

##### Zhang
- Zhang, chinesische Kaiserin der Wei-Dynastie

###### Zhang B
- Zhang Bao, Mitanführer der Gelben Turbane

###### Zhang C
- Zhang Chengye (* 1982), chinesischer Biathlet und Skilangläufer

###### Zhang D
- Zhang Dan (* 1985), chinesische Eiskunstläuferin
- Zhang Dechang (* 1978), chinesischer Ruderer
- Zhang Di (* 1968), chinesische Judoka
- Zhang die Ältere († 237), chinesische Kaiserin (223–237)
- Zhang die Jüngere, Kaiserin der Shu Han

###### Zhang E
- Zhang Enli (* 1965), chinesischer Künstler

###### Zhang F
- Zhang Fusen (* 1940), chinesischer Politiker (Volksrepublik China), Justizminister

###### Zhang H
- Zhang Hao (* 1984), chinesischer Eiskunstläufer
- Zhang Hongdong (* 1969), chinesische Fußballspielerin

###### Zhang J
- Zhang Ji (712–779), chinesischer Dichter der Tang-Dynastie
- Zhang Jiankang (* 1998), chinesischer Snookerspieler
- Zhang Jiao, Anführer des Aufstands der Gelben Turbane
- Zhang Jiawei (* 1989), chinesischer Boxer
- Zhang Jie (* 1987), chinesischer Gewichtheber
- Zhang Jun (* 1956), chinesischer Politiker (Volksrepublik China), Justizminister und Oberster Staatsanwalt
- Zhang Juzheng (1525–1582), chinesischer Staatsmann, Großsekretär unter Longqing und Wanli, Ming-Dynastie

###### Zhang K
- Zhang Kehui (1928–2024), chinesischer Politiker

###### Zhang L
- Zhang Lan (* 1990), chinesische Ringerin
- Zhang Liang (* 1987), chinesischer Ruderer
- Zhang Lianwei (* 1965), chinesischer Golfer

###### Zhang M
- Zhang Min (* 1993), chinesische Ruderin
- Zhang Ming (* 1957), chinesischer Diplomat

###### Zhang Q
- Zhang Qing (* 1979), chinesischer Biathlet

###### Zhang R
- Zhang Rang († 189), Eunuch der späten Han-Dynastie

###### Zhang S
- Zhang Sizhi (1927–2022), chinesischer Jurist, Hochschullehrer und Bürgerrechtler

###### Zhang W
- Zhang Weiping (* 1964), chinesischer Mathematiker

###### Zhang X
- Zhang Xianghua (* 1968), chinesische Ruderin
- Zhang Xiaodong (* 1964), chinesische Windsurferin
- Zhang Xiaoping (* 1982), chinesischer BoxerZhang Xiaoping (* 1982)

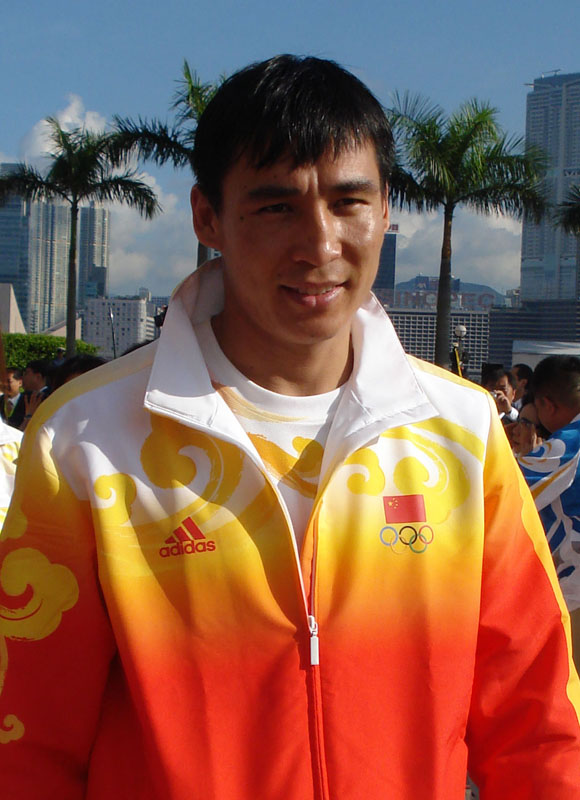
Zhang Xiaoping (* 1982)

- Zhang Xie (1574–1640), Gelehrter der Ming-Dynastie
- Zhang Xinyue (* 1993), chinesische Ruderin
- Zhang Xiuyun (* 1976), chinesische Ruderin
- Zhang Xuan (713–755), chinesischer Maler
- Zhang Xueling (* 1983), singapurische Tischtennisspielerin
- Zhang Xuezhong (* 1943), chinesischer Politiker (Volksrepublik China), Minister für Personalangelegenheiten

###### Zhang Y
- Zhang Yali (* 1964), chinesische Ruderin
- Zhang Yan (* 1972), chinesische Fußballspielerin
- Zhang Yesui (* 1953), chinesischer Diplomat
- Zhang Yi († 255), chinesischer General
- Zhang Yifan (* 2000), chinesische Schwimmerin
- Zhang Yimeng (* 1983), chinesische Hockeyspielerin
- Zhang Yong (* 1995), chinesischer Snookerspieler
- Zhang Youxia (* 1950), chinesischer Militär in der Volksrepublik ChinaZhang Youxia (* 1950)

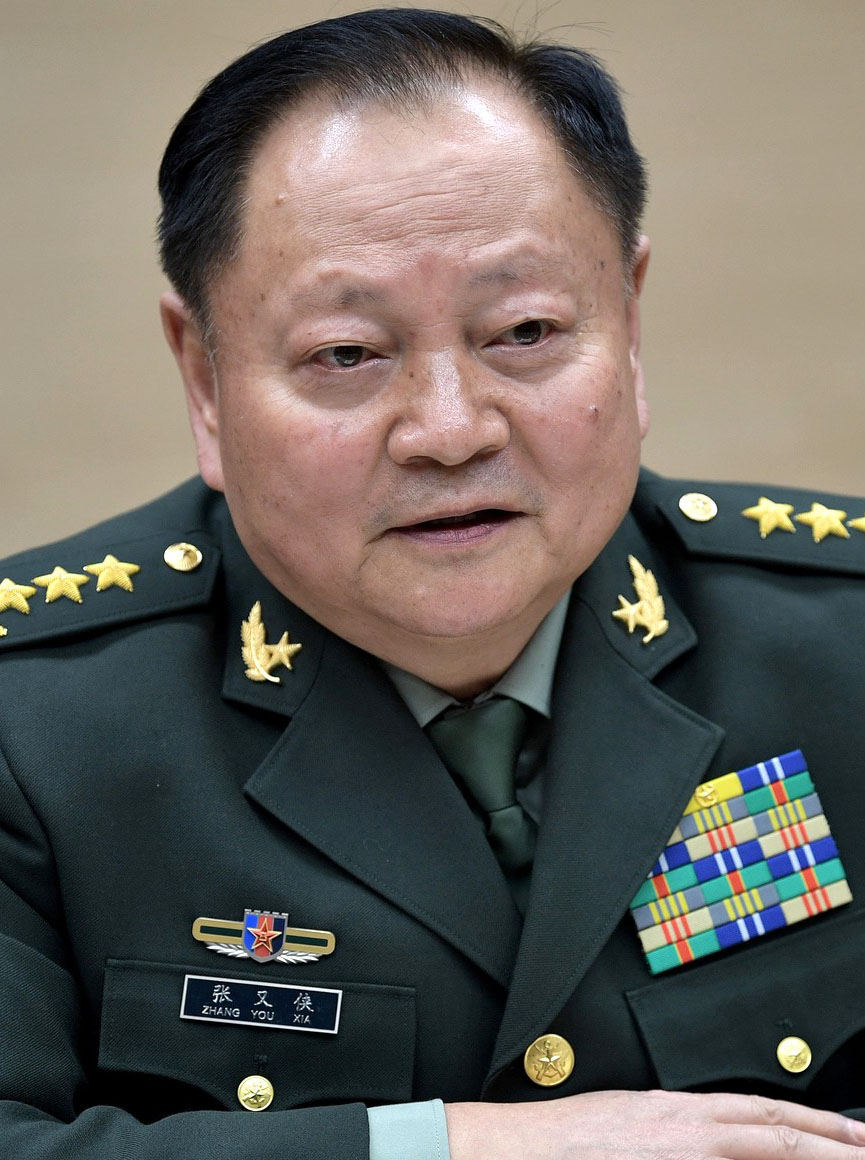
Zhang Youxia (* 1950)

- Zhang Yuzhe (1902–1986), chinesischer Astronom

###### Zhang Z
- Zhang Zairong (* 1969), chinesischer Gewichtheber
- Zhang Zhao (156–236), Offizier der Wu-Dynastie zur Zeit der drei Reiche im alten China
- Zhang Zhidong (* 1972), chinesischer Unternehmer

###### Zhang, A
- Zhang, Ailing (1920–1995), chinesische Schriftstellerin, behandelte die Beziehung zwischen Mann und Frau
- Zhang, Ailing (* 1957), chinesische Badmintonspielerin
- Zhang, Aiping (1908–2003), chinesischer Politiker
- Zhang, Anda (* 1991), chinesischer SnookerspielerZhang Anda (* 1991)

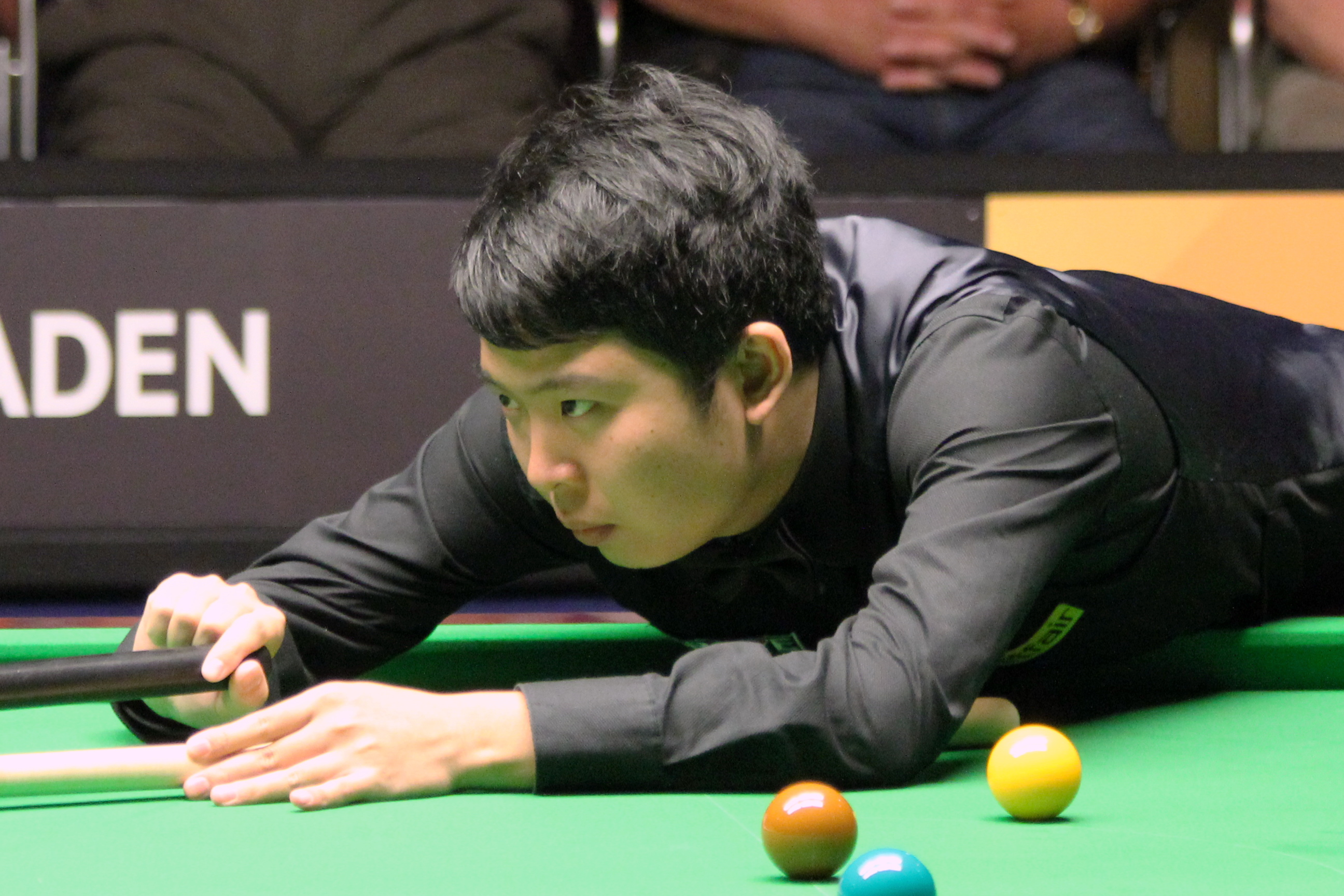
Zhang Anda (* 1991)

- Zhang, Ann (* 1957), chinesische Shorttracktrainerin

###### Zhang, B
- Zhang, Bainan (* 1962), chinesischer Werkstoffingenieur, Chefkonstrukteur der bemannten Raumschiffe Chinas, Parlamentsabgeordneter (KPCh)
- Zhang, Bao, General der Shu Han
- Zhang, Baoshun (* 1950), chinesischer Politiker (Volksrepublik China)
- Zhang, Beiwen (* 1990), singapurische Badmintonspielerin
- Zhang, Ben (* 1985), chinesische Eishockeyspielerin
- Zhang, Binbin (* 1989), chinesische Sportschützin
- Zhang, Bing (* 1969), chinesischer Sportschütze
- Zhang, Binglin (1868–1936), chinesischer Philologe und Revolutionär
- Zhang, Bo, chinesischer Historiker
- Zhang, Bo (1911–1999), chinesischer Architekt des sozialistischen Klassizismus
- Zhang, Bo-ya (* 2003), taiwanische Leichtathletin
- Zhang, Boduan (987–1082), chinesischer Gelehrter
- Zhang, Boheng (* 2000), chinesischer Kunstturner
- Zhang, Bojun (1895–1969), chinesischer Politiker und Intellektueller

###### Zhang, C
- Zhang, Caroline (* 1993), US-amerikanische Eiskunstläuferin
- Zhang, Changhong (* 2000), chinesischer Sportschütze
- Zhang, Changning (* 1995), chinesische Volleyball- und Beachvolleyballspielerin
- Zhang, Chao (* 1985), chinesischer Tischtennisspieler
- Zhang, Chelsea (* 1996), US-amerikanische Schauspielerin
- Zhang, Cheng (* 1994), chinesischer Eishockeyspieler
- Zhang, Chengdong (* 1989), chinesischer Fußballspieler
- Zhang, Chengji (1920–1988), chinesischer buddhistischer Gelehrter
- Zhang, Chenglong (* 1989), chinesischer Kunstturner
- Zhang, Chongren (1907–1998), chinesischer Künstler und Bildhauer
- Zhang, Chunqiao (1917–2005), chinesischer PolitikerZhang Chunqiao (1917–2005)

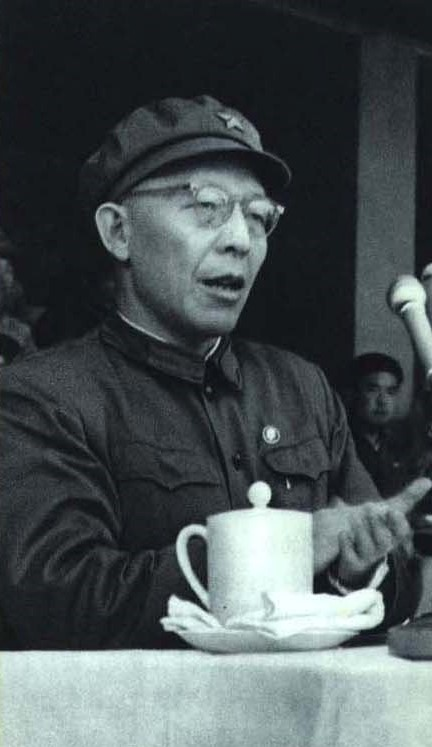
Zhang Chunqiao (1917–2005)

- Zhang, Chunxian (* 1953), chinesischer Politiker (Volksrepublik China)
- Zhang, Chunyi (1871–1955), chinesischer Philosoph und Philosophiehistoriker
- Zhang, Chunyu (* 1998), chinesischer Biathlet
- Zhang, Chutong (* 2003), chinesische Shorttrackerin

###### Zhang, D
- Zhang, Dan (* 1982), chinesische Badmintonspielerin, später für Macau startend
- Zhang, Daniel (* 1972), chinesischer Manager, CEO der Alibaba Group
- Zhang, Daoling, Begründer der daoistischen Himmelsmeister-Kirche
- Zhang, Daqian (1899–1983), chinesischer Maler
- Zhang, Daqing (* 1969), chinesischer Astronom
- Zhang, Daxun (* 1981), chinesischer Kontrabassist
- Zhang, Dejiang (* 1946), chinesischer Politiker
- Zhang, Deshun (* 1996), chinesische Langstreckenläuferin
- Zhang, Deyi (1847–1918), chinesischer Botschafter
- Zhang, Deying (* 1953), chinesische Tischtennisspielerin
- Zhang, Dianxiang (* 1963), chinesischer Taxonom
- Zhang, Dingcheng (1898–1981), chinesischer Politiker (KPCh)
- Zhang, Dongsun (1886–1973), chinesischer Philosoph, Intellektueller und politischer Aktivist

###### Zhang, F
- Zhang, Fakui (1896–1980), chinesischer General der Nationalrevolutionären Armee
- Zhang, Fang († 306), chinesischer General
- Zhang, Fei (167–221), General der Shu HanZhang Fei (167–221)

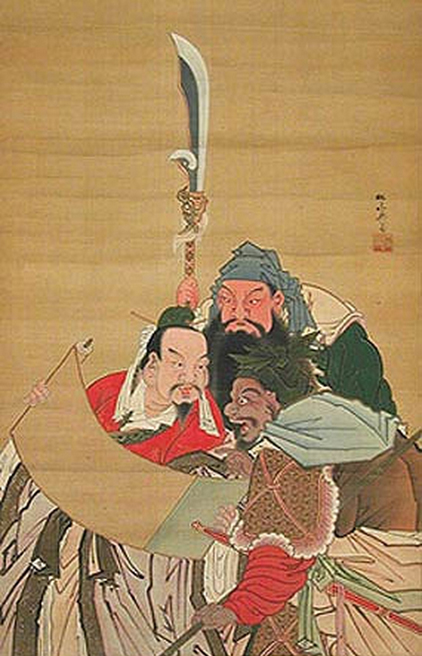
Zhang Fei (167–221)

- Zhang, Feng (* 1981), chinesisch-US-amerikanischer Neurowissenschaftler
- Zhang, Fengliu (* 1989), chinesische Ringerin

###### Zhang, G
- Zhang, Gaoli (* 1946), chinesischer Politiker
- Zhang, Guirong (* 1978), singapurische Hochspringerin
- Zhang, Guoqing (* 1964), chinesischer Politiker in der Volksrepublik China
- Zhang, Guotao (1897–1979), chinesischer KP-Funktionär
- Zhang, Guowei (* 1991), chinesischer Hochspringer
- Zhang, Guozheng (* 1974), chinesischer Gewichtheber

###### Zhang, H
- Zhang, Haikun (* 1989), chinesischer Mittelstreckenläufer
- Zhang, Hai’ou (* 1984), chinesischer Pianist
- Zhang, Haipeng (1867–1949), chinesischer und mandschurischer General
- Zhang, Hanhui (* 1963), chinesischer Diplomat
- Zhang, Hanmin (1922–2009), katholischer Bischof von Jilin
- Zhang, Hao (* 1989), chinesischer Eishockeyspieler
- Zhang, Haocheng (* 1979), chinesischer Schauspieler
- Zhang, He (167–231), chinesischer General
- Zhang, Heng (78–139), chinesischer Astronom und Wissenschaftler (Antike)Zhang Heng (78–139)

Zhang Heng (78–139)

- Zhang, Hong (152–212), Beamter der chinesischen Wu-Dynastie
- Zhang, Hong (* 1988), chinesische Eisschnellläuferin
- Zhang, Hongjun (* 1982), chinesischer Biathlet und Skilangläufer
- Zhang, Honglin (* 1994), chinesischer Hürdenläufer
- Zhang, Hongwei (* 1975), chinesischer Stabhochspringer
- Zhang, Hongzhao (1877–1951), chinesischer Geologe
- Zhang, Huan (* 1965), chinesischer Künstler
- Zhang, Hui (* 1989), chinesische Shorttrackerin

###### Zhang, J
- Zhang, Jane (* 1984), chinesische Sängerin
- Zhang, Jialing (* 1984), chinesische Journalistin und Dokumentarfilmerin
- Zhang, Jialong (* 1988), chinesischer Journalist
- Zhang, Jiaqi (* 2004), chinesische Wasserspringerin
- Zhang, Jie (1937–2022), chinesische Schriftstellerin
- Zhang, Jiewen (* 1981), chinesische Badmintonspielerin
- Zhang, Jike (* 1988), chinesischer TischtennisspielerZhang Jike (* 1988)

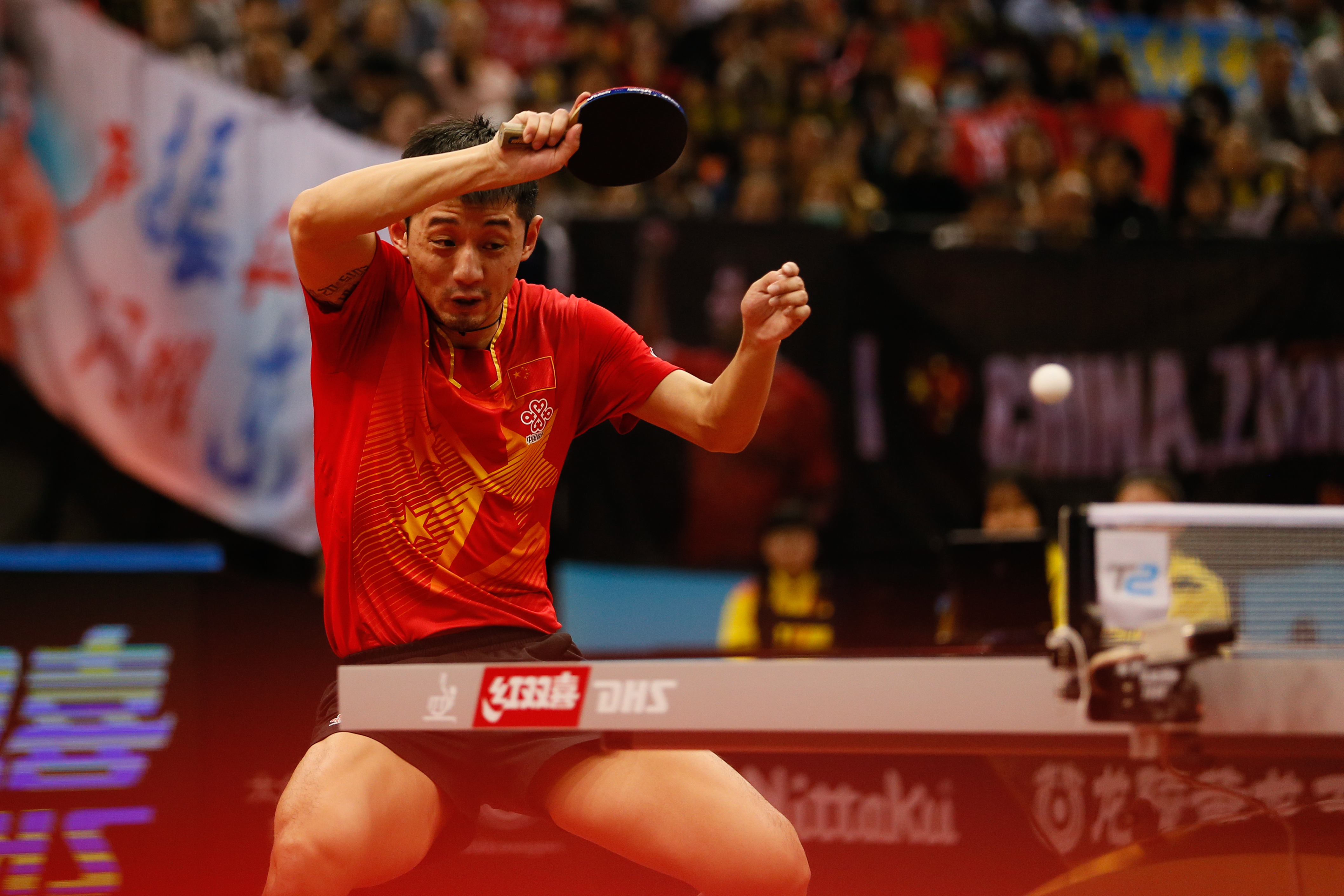
Zhang Jike (* 1988)

- Zhang, Jilin (* 1986), chinesische Schachspielerin
- Zhang, Jilong (* 1952), chinesischer Fußballfunktionär
- Zhang, Jin (* 1972), chinesische Badmintonspielerin
- Zhang, Jin (* 1974), chinesischer Kampfkünstler und Schauspieler
- Zhang, Jinan (* 1957), chinesischer Politiker (Volksrepublik China)
- Zhang, Jindong (* 1963), chinesischer Unternehmer
- Zhang, Jingchu (* 1980), chinesische Schauspielerin
- Zhang, Jingfu (1914–2015), chinesischer Politiker
- Zhang, Jinghui (1871–1959), chinesischer General und mandschurischer Politiker
- Zhang, Jingkun (* 1973), chinesische Beachvolleyball- und Volleyballspielerin
- Zhang, Jingqiang (* 1996), chinesischer Weitspringer
- Zhang, Jinkang (* 1986), chinesische Badmintonspielerin
- Zhang, John Xiao (* 1949), chinesischer Autor und Hochschullehrer
- Zhang, Juanjuan (* 1981), chinesische Bogenschützin
- Zhang, Jun (* 1960), chinesischer Diplomat
- Zhang, Jun (* 1977), chinesischer Badmintonspieler und Olympiasieger
- Zhang, Jun (* 1983), chinesischer Kugelstoßer
- Zhang, Jun (* 1998), chinesischer Leichtathlet
- Zhang, Junlong (* 1981), chinesischer Boxer im Schwergewicht
- Zhang, Junmai (1887–1969), chinesischer Politiker und Parteivorsitzender

###### Zhang, K
- Zhang, Kai, Anwalt in der Volksrepublik China
- Zhang, Kailin (* 1990), chinesische Tennisspielerin
- Zhang, Kang, chinesisch-amerikanischer Augenarzt
- Zhang, Kexin (* 2002), chinesische Freestyle-Skisportlerin

###### Zhang, L
- Zhang, Lay (* 1991), chinesischer Sänger und SchauspielerLay Zhang (* 1991)

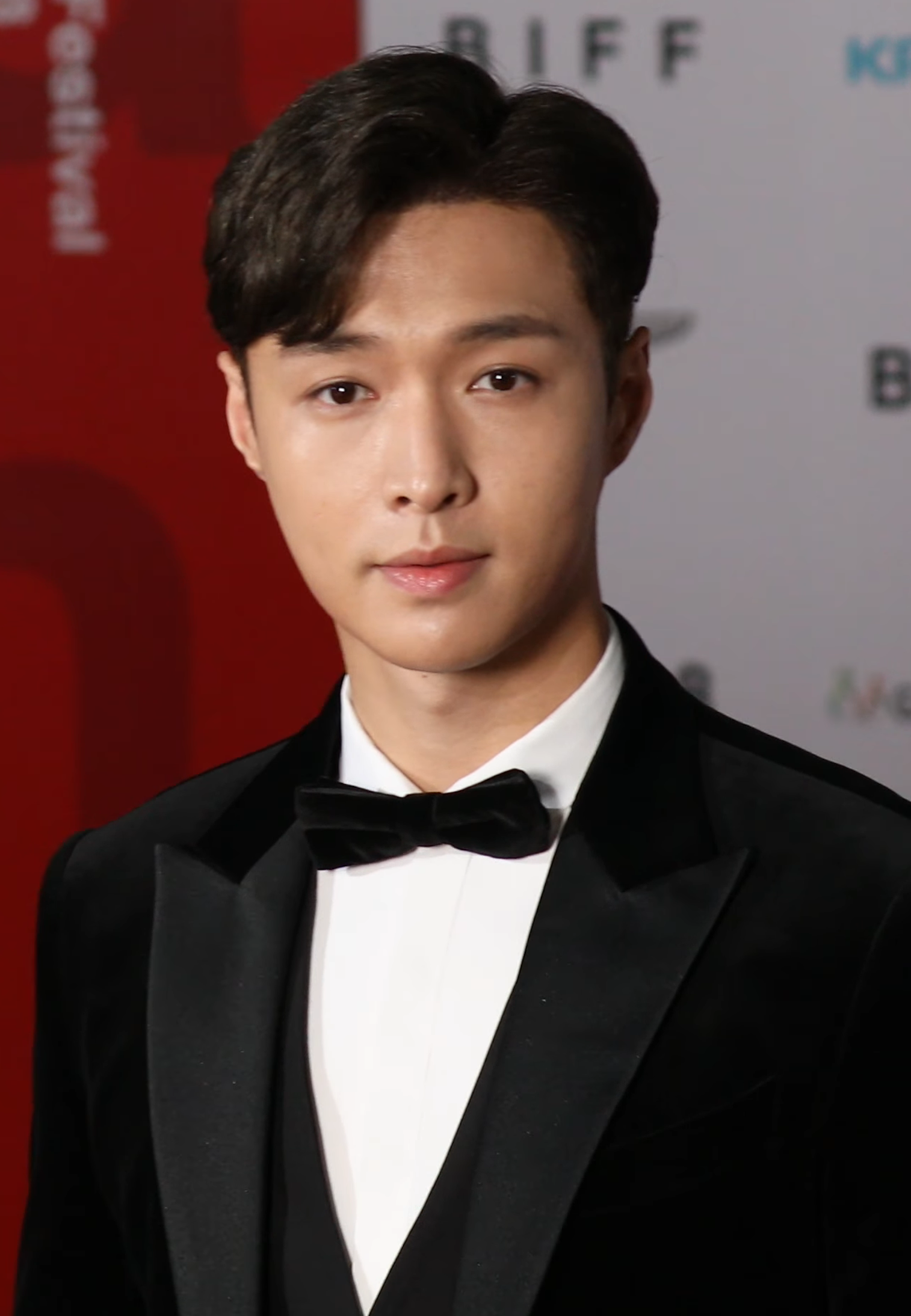
Lay Zhang (* 1991)

- Zhang, Leping (1910–1992), chinesischer Karikaturist
- Zhang, Li (1951–2019), chinesische Tischtennisspielerin
- Zhang, Li (* 1961), chinesische Speerwerferin
- Zhang, Li (* 1976), chinesische Handballspielerin
- Zhang, Li (* 1989), chinesische Speerwerferin
- Zhang, Liang (* 1983), chinesischer Bahn- und Straßenradrennfahrer
- Zhang, Liao (169–222), chinesischer General
- Zhang, Lichang (1939–2008), chinesischer Politiker
- Zhang, Lijia (* 1964), chinesische Autorin und Journalistin
- Zhang, Lily (* 1996), US-amerikanische Tischtennisspielerin
- Zhang, Lin (* 1963), chinesischer Dissident
- Zhang, Lin (* 1987), chinesischer Schwimmer
- Zhang, Lin (* 1993), chinesischer Geher
- Zhang, Ling (* 1989), chinesische Tennisspielerin
- Zhang, Ling (* 1997), chinesische Ruderin
- Zhang, Linli (* 1973), chinesische Langstreckenläuferin
- Zhang, Linpeng (* 1989), chinesischer Fußballspieler
- Zhang, Linru (* 1999), chinesische Kugelstoßerin
- Zhang, Linyan (* 2001), chinesische Fußballspielerin
- Zhang, Lirong (* 1973), chinesische Langstreckenläuferin
- Zhang, Liuhong (* 1969), chinesische Kugelstoßerin
- Zhang, Lixia (* 1951), amerikanische Informatikerin
- Zhang, Long (* 1987), chinesischer Biathlet
- Zhang, Lu, chinesischer Kommandant von Hanzhong
- Zhang, Lu (* 1962), koreanisch-chinesischer Filmregisseur
- Zhang, Lu (* 1976), chinesischer Kampfpilot und Raumfahrer
- Zhang, Lucie, französische Schauspielerin

###### Zhang, M
- Zhang, Man (* 1997), chinesische Sprinterin
- Zhang, Maria (* 1999), chinesisch-polnische SchauspielerinMaria Zhang (* 1999)

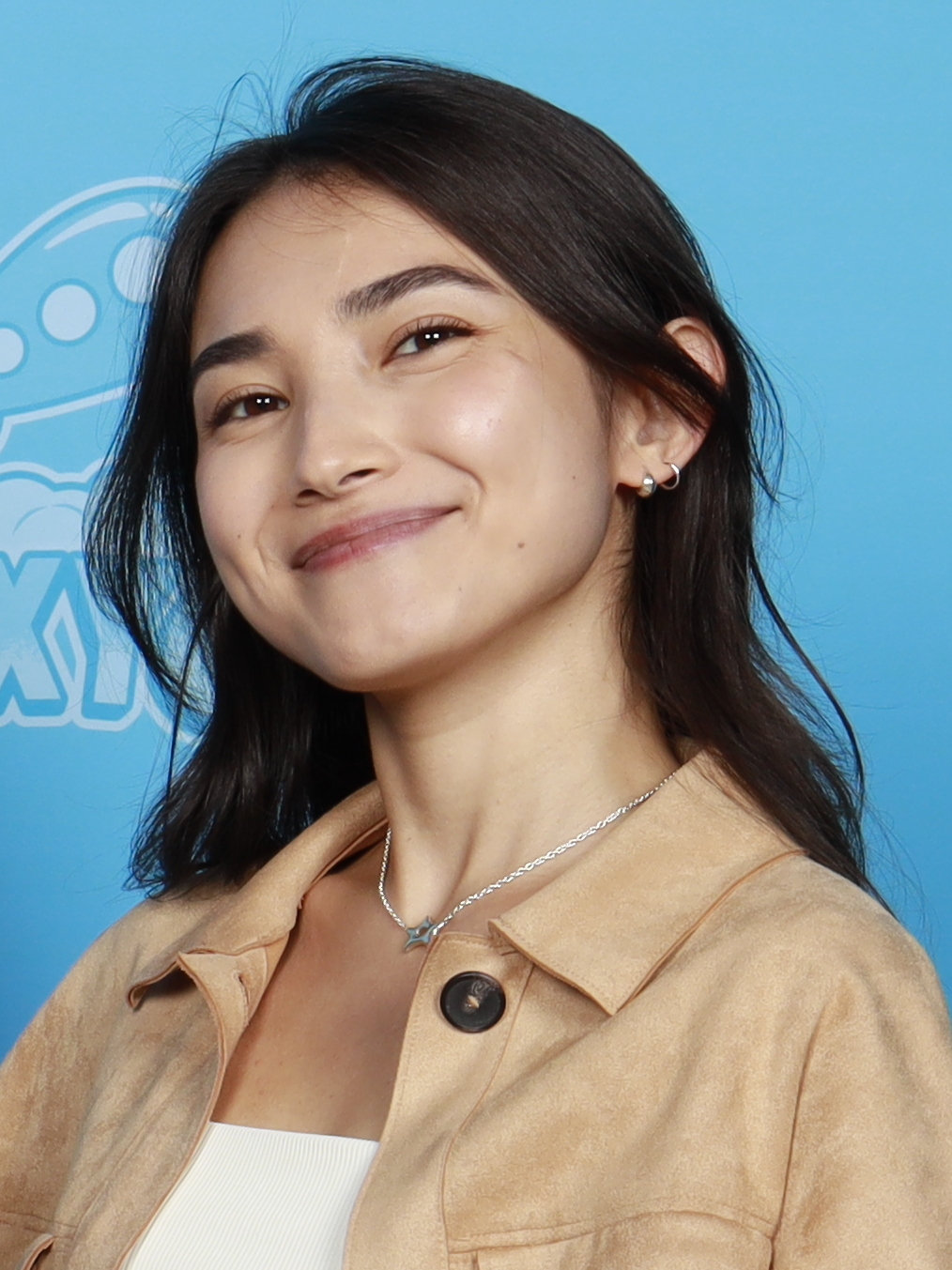
Maria Zhang (* 1999)

- Zhang, Matthew (* 2002), US-amerikanischer Schauspieler und Synchronsprecher
- Zhang, Meixia (* 1991), chinesische Langstreckenläuferin
- Zhang, Mengxue (* 1991), chinesische Sportschützin
- Zhang, Miao (155–195), chinesischer Minister der Han-Dynastie
- Zhang, Michael (* 1995), britischer Pokerspieler
- Zhang, Miman (* 1936), chinesische Paläontologin
- Zhang, Ming (* 1961), chinesischer Regisseur und Filmemacher
- Zhang, Mingkun (* 2000), chinesischer Weitspringer
- Zhang, Mo (* 1989), chinesisch-kanadische Tischtennisspielerin

###### Zhang, N
- Zhang, Na (* 1980), chinesische Volleyballspielerin
- Zhang, Na (* 1980), chinesische Stabhochspringerin
- Zhang, Nan (* 1990), chinesischer Badmintonspieler
- Zhang, Ning (* 1975), chinesische Badmintonspielerin

###### Zhang, O
- Zhang, Ouying (1975–2018), chinesische Fußballspielerin

###### Zhang, P
- Zhang, Peimeng (* 1987), chinesischer Sprinter
- Zhang, Pengfei (* 1998), chinesischer Eishockeyspieler
- Zhang, Pengxiang (* 1980), chinesischer Schachmeister

###### Zhang, Q
- Zhang, Qian (195 v. Chr.–114 v. Chr.), chinesischer Entdecker der Han-Dynastie
- Zhang, Qianfan (* 1964), chinesischer Jurist und Hochschullehrer
- Zhang, Qiang, chinesischer Badmintonspieler
- Zhang, Qifa (* 1953), chinesischer Genetiker
- Zhang, Qing (* 1966), chinesische Eisschnellläuferin
- Zhang, Qingwei (* 1961), chinesischer Politiker in der Volksrepublik China
- Zhang, Qingwu (* 1964), chinesischer Badmintonspieler und -trainer
- Zhang, Qining (* 2003), chinesischer Sprinter
- Zhang, Qinsheng (* 1948), chinesischer General der Volksbefreiungsarmee
- Zhang, Qiongyue (* 2004), chinesische Sportschützin
- Zhang, Qiujian, chinesischer Mathematiker

###### Zhang, R
- Zhang, Ran (* 1981), chinesischer Schriftsteller
- Zhang, Ren († 213), General des Kriegsherrn Liu Zhang
- Zhang, Rong (* 1983), chinesische Hürdenläuferin
- Zhang, Rongliang (* 1950), chinesischer Aktivist der chinesischen Hauskirchen
- Zhang, Rongqiao (* 1966), chinesischer Nachrichtentechnik-Ingenieur, Technischer Direktor des chinesischen Marsprogramms
- Zhang, Rose (* 2003), US-amerikanische Golfsportlerin
- Zhang, Rui (* 1979), hongkong-chinesische Tischtennisspielerin
- Zhang, Rui (* 1989), chinesische Fußballspielerin
- Zhang, Rui (* 1997), chinesische Tischtennisspielerin

###### Zhang, S
- Zhang, Sanfeng, chinesischer Legendenheld
- Zhang, Shan (* 1968), chinesische Sportschützin
- Zhang, Shichuan (1890–1954), chinesischer Filmregisseur und -produzent
- Zhang, Shiming (1922–2018), chinesischer Politiker (Volksrepublik China)
- Zhang, Shou-Wu (* 1962), chinesischer Mathematiker
- Zhang, Shoucheng (1963–2018), US-amerikanischer theoretischer Festkörperphysiker chinesischer Herkunft
- Zhang, Shouyong (1875–1945), chinesischer Gelehrter, Bibliophiler, Pädagoge und Wirtschaftswissenschaftler der Republikzeit Chinas
- Zhang, Shuai (* 1981), chinesischer Fußballspieler
- Zhang, Shuai (* 1989), chinesische TennisspielerinZhang Shuai (* 1989)

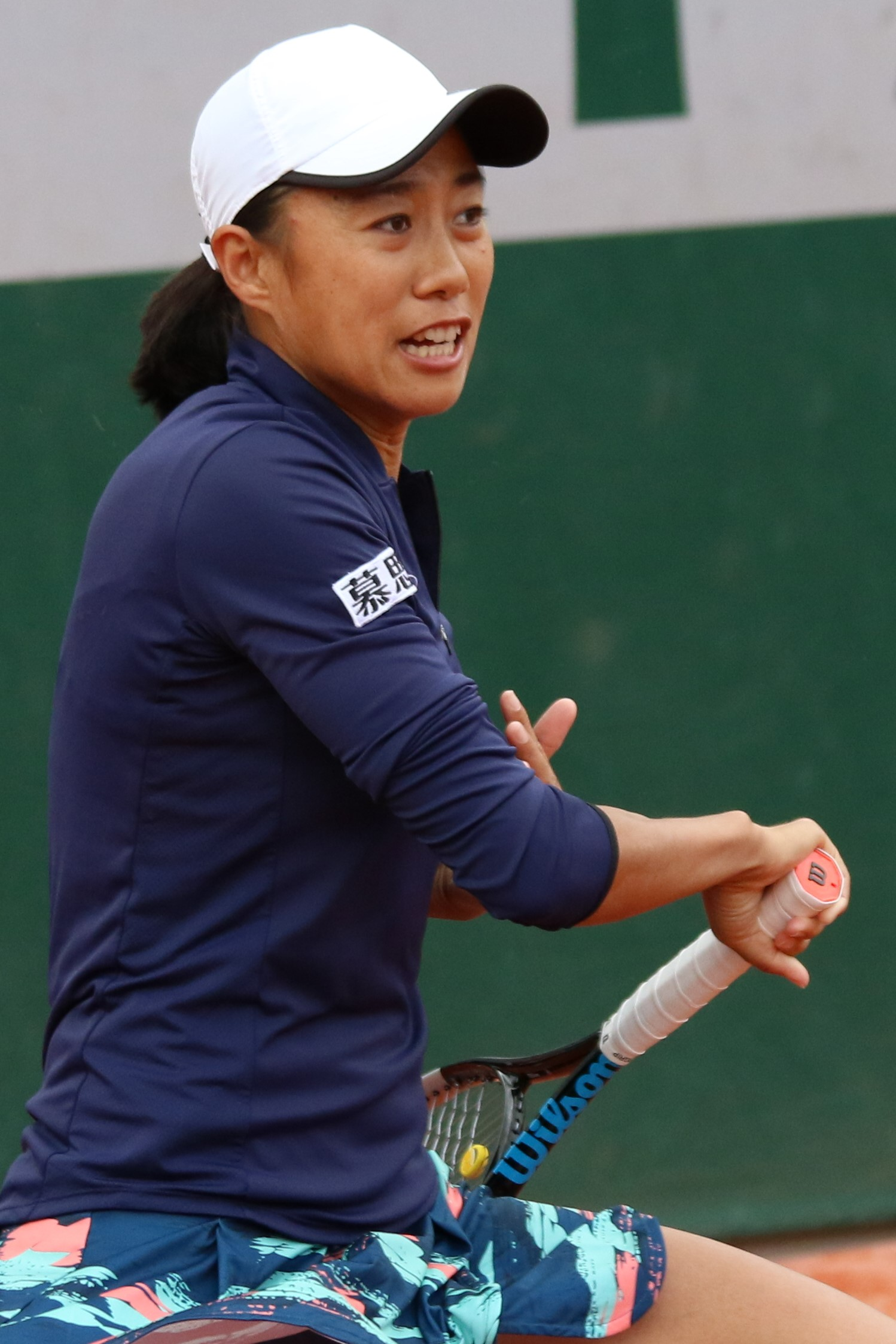
Zhang Shuai (* 1989)

- Zhang, Shuang (* 1986), chinesische Eisschnellläuferin
- Zhang, Shuguang, chinesisch-amerikanischer Biophysiker
- Zhang, Shujing (* 1978), chinesische Marathonläuferin

###### Zhang, T
- Zhang, Tailei (1898–1927), chinesischer Kommunist und Anführer des Guangzhou-Aufstandes
- Zhang, Tengyue (* 1993), chinesischer Gitarrist
- Zhang, Tingfa (1918–2010), chinesischer Politiker und General
- Zhang, Tingyu (1672–1755), han-chinesischer Politiker in der Qing-Dynastie

###### Zhang, W
- Zhang, Wangli (* 1996), chinesische Gewichtheberin
- Zhang, Wannian (1928–2015), chinesischer Offizier, General (shang jiang) der Volksbefreiungsarmee
- Zhang, Wei, chinesischer Archäologe
- Zhang, Wei (* 1977), chinesischer Badmintonspieler
- Zhang, Wei (* 1981), chinesischer Mathematiker
- Zhang, Wei (* 1987), chinesischer Badmintonspieler
- Zhang, Wei (* 1994), chinesischer Stabhochspringer
- Zhang, Weihong (* 1963), chinesische Handballspielerin
- Zhang, Weiwei (* 1957), chinesischer Politikwissenschaftler
- Zhang, Weiyang (* 1983), chinesischer Eishockeyspieler
- Zhang, Weiying (* 1959), chinesischer Wirtschaftswissenschaftler
- Zhang, Wen (* 1992), chinesischer Badmintonspieler
- Zhang, Wentian (1900–1976), chinesischer Autor, Übersetzer und Politiker
- Zhang, Wenxiu (* 1986), chinesische Hammerwerferin

###### Zhang, X
- Zhang, Xi (* 1984), chinesische Badmintonspielerin
- Zhang, Xi (* 1985), chinesische Beachvolleyballspielerin
- Zhang, Xian (1934–1997), chinesischer Schriftsteller
- Zhang, Xian (* 1973), chinesische Dirigentin
- Zhang, Xiang (* 1963), chinesisch-amerikanischer Physiker im Bereich der Nanotechnologie
- Zhang, Xiangchen, chinesischer Diplomat und stellvertretender Generaldirektor der Welthandelsorganisation
- Zhang, Xiangru († 164 v. Chr.), chinesischer Beamter und Militärführer
- Zhang, Xianzhong (1606–1647), chinesischer Bauernführer
- Zhang, Xiaogang (* 1958), chinesischer Künstler
- Zhang, Xiaoguang (* 1966), chinesischer Militärpilot und Raumfahrer
- Zhang, Xiaohuan (* 1980), chinesische Synchronschwimmerin
- Zhang, Xiaolei (* 1983), chinesische Eisschnellläuferin
- Zhang, Xiaoni (* 1983), chinesische Basketballspielerin
- Zhang, Xiaorui (* 1978), chinesischer Fußballspieler
- Zhang, Xiaoyu (* 1983), chinesische Kugelstoßerin
- Zhang, Xielin (* 1940), chinesischer Tischtennisspieler und -trainer
- Zhang, Xiguo (* 1944), chinesisch-US-amerikanischer Wissenschaftler und Science-Fiction-Autor
- Zhang, Xin (* 1965), chinesische Immobilienunternehmerin
- Zhang, Xin (* 1985), chinesische Freestyle-Skierin
- Zhang, Xin (* 1992), chinesische Fußballspielerin
- Zhang, Xinguang, chinesischer Badmintonspieler
- Zhang, Xinhua (* 1988), chinesischer Wasserspringer
- Zhang, Xinxin (* 1953), chinesische Autorin, Theaterregisseurin und Dramaturgin
- Zhang, Xinyan (* 1994), chinesische Hindernisläuferin
- Zhang, Xiu († 207), chinesischer Warlord der späten Han-Dynastie
- Zhang, Xizhe (* 1991), chinesischer Fußballspieler
- Zhang, Xueliang (1901–2001), chinesischer WarlordZhang Xueliang (1901–2001)

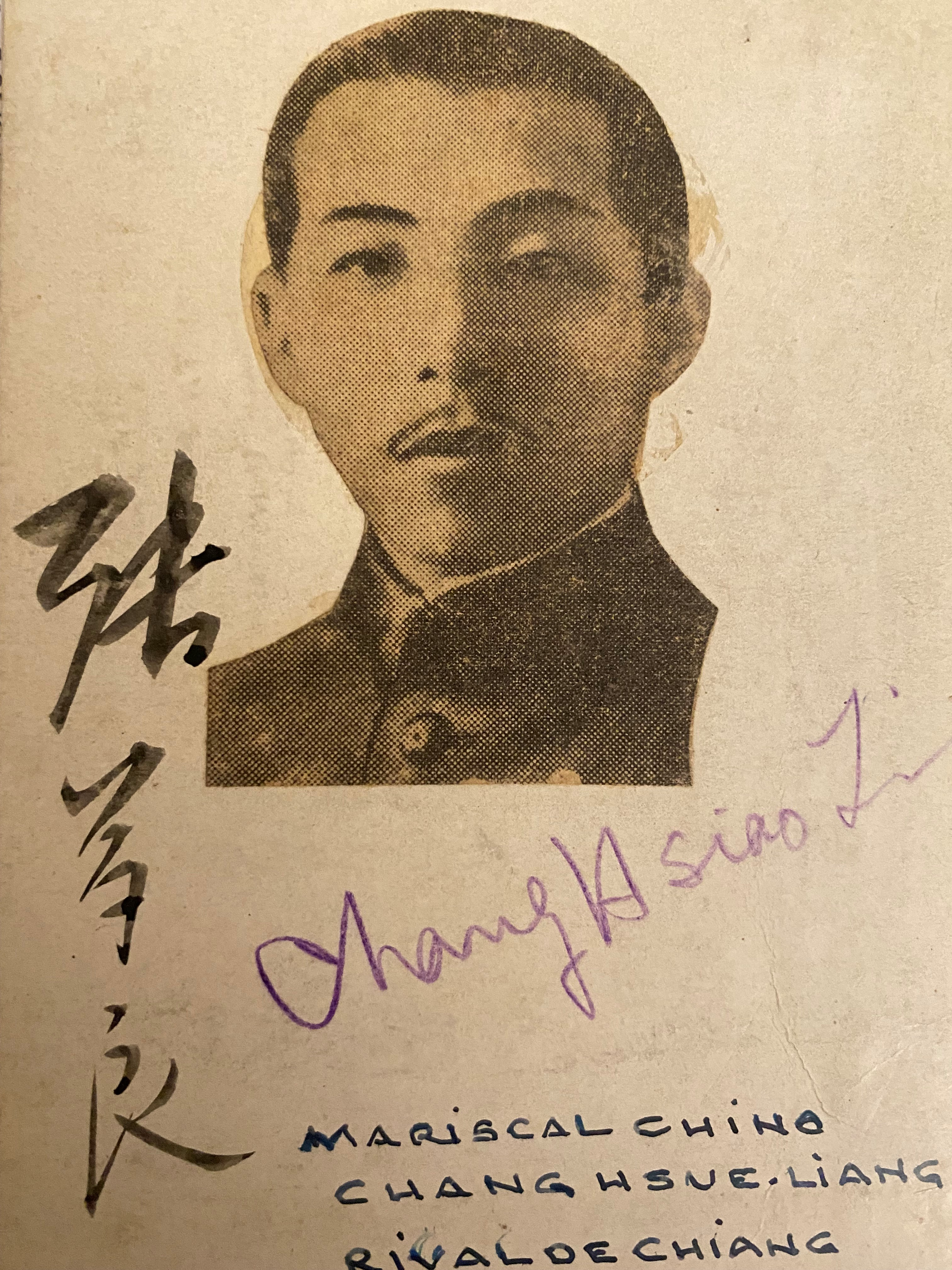
Zhang Xueliang (1901–2001)

- Zhang, Xun (1854–1923), chinesischer General und Politiker

###### Zhang, Y
- Zhang, Yajin (* 1974), chinesische Architektin und Stadtplanerin
- Zhang, Yan (* 1992), chinesische Biathletin
- Zhang, Yang (* 1967), chinesischer Filmregisseur
- Zhang, Yang (* 1981), chinesischer Badmintonspieler, später für Hongkong startend
- Zhang, Yangming (* 1994), chinesischer Skirennläufer
- Zhang, Yangyang (* 1989), chinesische Ruderin
- Zhang, Yanmei (* 1970), chinesische Shorttrack-Läuferin
- Zhang, Yanquan (* 1994), chinesischer Wasserspringer
- Zhang, Yaoguang (* 1993), chinesischer Weitspringer
- Zhang, Yawen (* 1983), chinesische Badmintonspielerin
- Zhang, Yayi (* 1997), chinesische Synchronschwimmerin
- Zhang, Yazi († 374), chinesischer Lokalpatriot aus der Zeit der Jin-Dynastie
- Zhang, Yi († 309 v. Chr.), chinesischer Stratege des Staates Qin zur Zeit der Streitenden Reiche
- Zhang, Yi († 264), General des Kaiserreichs Shu
- Zhang, Yi († 230), Zivilverwalter der Shu Han
- Zhang, Yi (* 1980), chinesischer Badmintonspieler
- Zhang, Yihe (* 1942), chinesische Schriftstellerin
- Zhang, Yiming (* 1983), chinesischer UnternehmerZhang Yiming (* 1983)

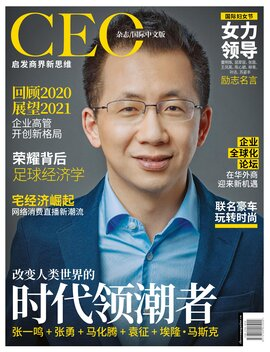
Zhang Yiming (* 1983)

- Zhang, Yimou (* 1950), chinesischer Regisseur
- Zhang, Ying (* 1983), chinesische Beachvolleyballspielerin
- Zhang, Ying (* 1985), chinesische Fußballspielerin
- Zhang, Ying (* 1996), chinesische Tennisspielerin
- Zhang, Yingying (* 1983), chinesische Tischtennisspielerin
- Zhang, Yingying (* 1990), chinesische Langstreckenläuferin
- Zhang, Yining (* 1981), chinesische Tischtennisspielerin
- Zhang, Yitang (* 1955), chinesischer Mathematiker
- Zhang, Yiwei (* 1992), chinesischer Snowboarder
- Zhang, Yongming (1956–2013), chinesischer Serienmörder
- Zhang, Youdai, chinesischer DJ und Musikproduzent
- Zhang, Yu (* 1973), chinesische Unternehmerin und Autorin
- Zhang, Yu Long, chinesischer Poolbillardspieler
- Zhang, Yuan (* 1963), chinesischer Regisseur
- Zhang, Yuchu (1361–1410), 43. Himmelsmeister und Patriarch des Zhengyi-Daoismus
- Zhang, Yuejiao (* 1944), chinesische Juristin und Hochschullehrerin
- Zhang, Yueran (* 1982), chinesische Schriftstellerin und Hochschuldozentin
- Zhang, Yuetong (* 2003), chinesische Sportkletterin
- Zhang, Yufei (* 1998), chinesische SchwimmerinZhang Yufei (* 1998)

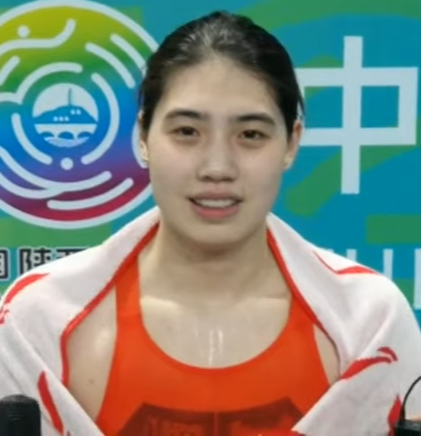
Zhang Yufei (* 1998)

- Zhang, Yuning (* 1997), chinesischer Fußballspieler
- Zhang, Yuqi (* 1987), chinesische Schauspielerin
- Zhang, Yuting (* 1999), chinesische Shorttrackerin
- Zhang, Yuxuan (* 1994), chinesische Tennisspielerin

###### Zhang, Z
- Zhang, Zai (1020–1077), chinesischer neokonfuzianischer Moralphilosoph
- Zhang, Ze (* 1990), chinesischer Tennisspieler
- Zhang, Zeduan, chinesischer Maler der chinesischen Song-Dynastie
- Zhang, Zesen (* 1996), chinesischer Eishockeyspieler
- Zhang, Zhan (* 1983), chinesische Bürgerjournalistin, Bloggerin und ehemalige Anwältin
- Zhang, Zhibo (* 1982), chinesische Badmintonspielerin, später für Macau startend
- Zhang, Zhidong (1837–1909), chinesischer Reformer der Qing-Dynastie, Beamten-Literat, Regionalgouverneur
- Zhang, Zhilei (* 1983), chinesischer Boxer
- Zhang, Zhixin (1930–1975), chinesische Dissidentin
- Zhang, Zhizhi (1901–1970), chinesischer Schauspieler
- Zhang, Zhizhong (1890–1969), General der Kuomintang der Republik China
- Zhang, Zhong (* 1978), chinesischer Schachspieler
- Zhang, Zhongjing († 219), Arzt aus der Zeit der Han-Dynastie
- Zhang, Zhongqi (* 1982), chinesischer Eisschnellläufer
- Zhang, Zilin (* 1984), chinesisches Modell, Miss World 2007
- Zhang, Ziping (1893–1959), chinesischer Geologe und Schriftsteller
- Zhang, Ziyi (* 1979), chinesische FilmschauspielerinZhang Ziyi (* 1979)

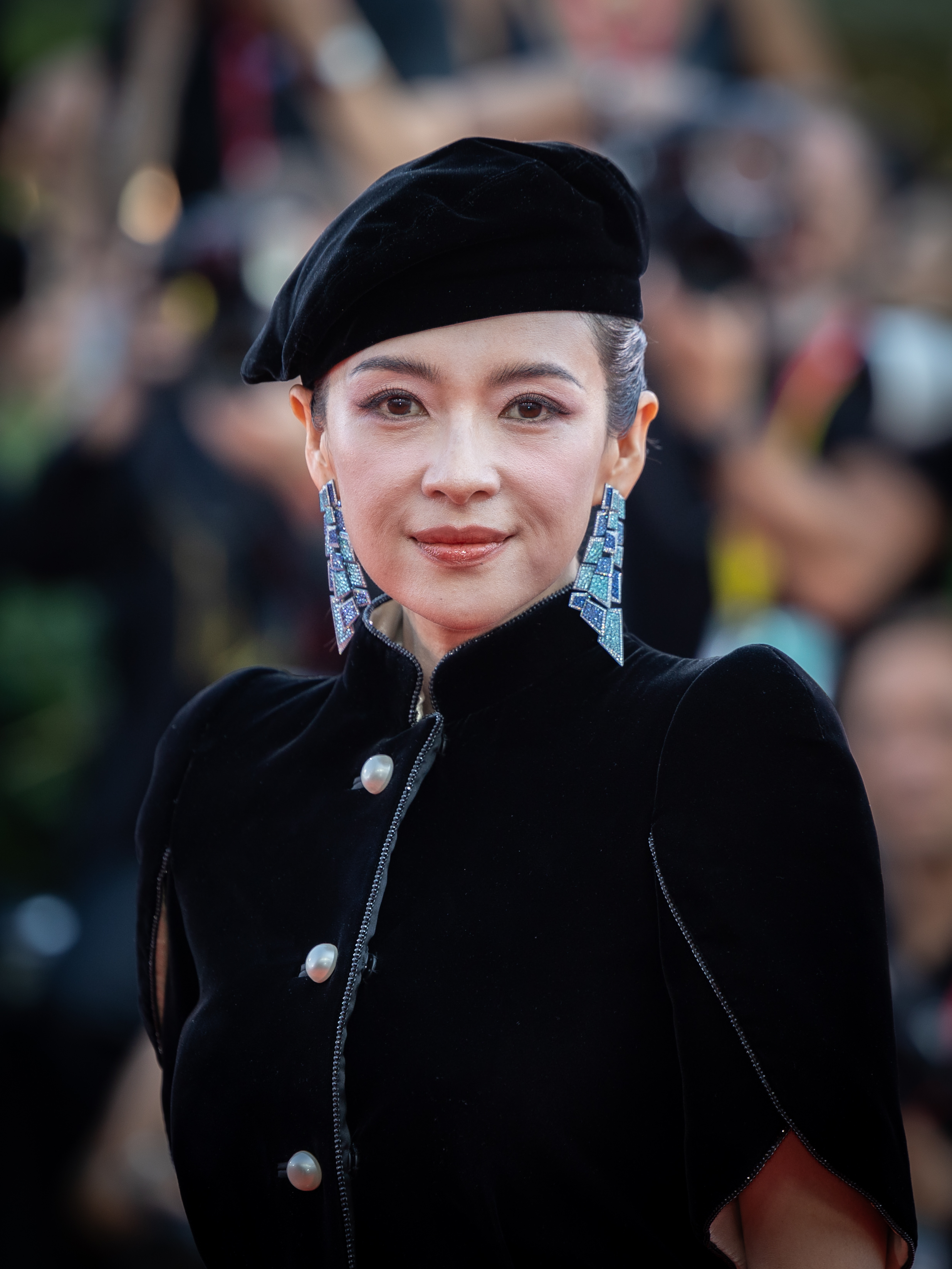
Zhang Ziyi (* 1979)

- Zhang, Zongchang (1881–1932), chinesischer Warlord
- Zhang, Zuoji (1945–2021), chinesischer Politiker (Volksrepublik China), Minister für Arbeit und soziale Absicherung
- Zhang, Zuolin († 1928), chinesischer WarlordZhang Zuolin († 1928)

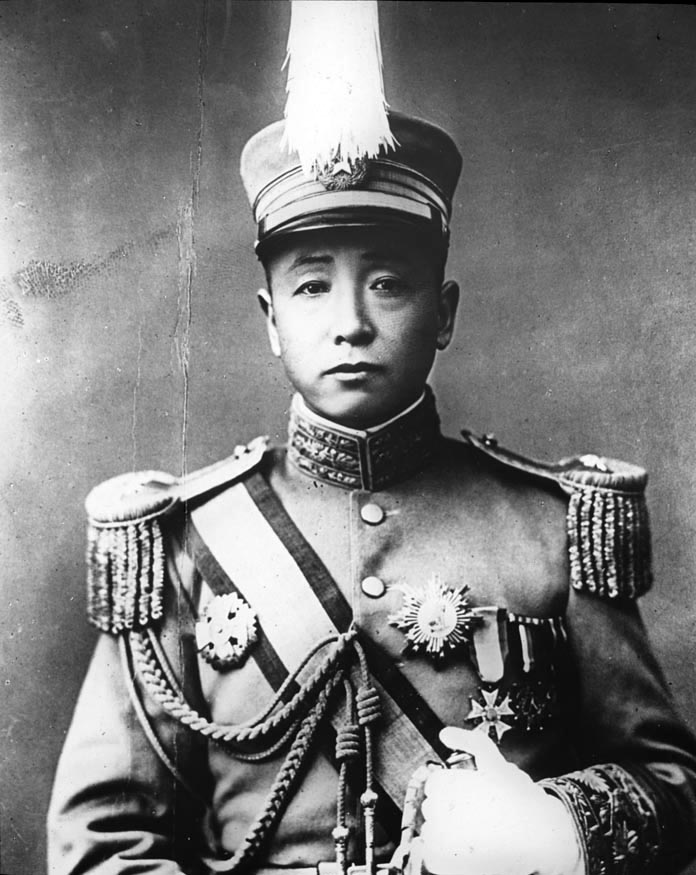
Zhang Zuolin († 1928)

#### Zhao
- Zhao († 957 v. Chr.), chinesischer König der Zhou-Dynastie
- Zhao Fei (* 1961), chinesischer Kameramann
- Zhao Fengwu, Thomas (1920–2005), chinesischer katholischer Bischof von Yanzhou
- Zhao Hongbo (* 1973), chinesischer Eiskunstläufer
- Zhao Jianbo (* 2003), chinesischer Snookerspieler
- Zhao Jing (* 1990), chinesische Schwimmerin
- Zhao Jingshen (1902–1985), chinesischer Novellist und Dramatiker
- Zhao Leji (* 1957), chinesischer Politiker in der Volksrepublik China
- Zhao Lihong (* 1972), chinesische Fußballspielerin
- Zhao Long (* 1967), chinesischer Politiker der Volksrepublik China
- Zhao Mengfu (1254–1322), chinesischer Maler der Song- und Yuan-Dynastie
- Zhao Mo († 122 v. Chr.), Herrscher des Reiches Nan-Yue
- Zhao Shasha (* 1987), chinesische Ringerin
- Zhao Shiyan (1901–1927), chinesischer Revolutionär und Gründungsmitglied der Kommunistischen Partei Chinas
- Zhao Songtao (1916–1993), chinesischer Landschaftsmaler
- Zhao Youqin (* 1271), chinesischer Astronom, Daoist und Mathematiker
- Zhao Yudiao (* 1989), chinesische Hockeyspielerin
- Zhao, Augustinus Rong (1746–1815), Soldat, chinesisch-christlicher Märtyrer
- Zhao, Benshan (* 1958), chinesischer Fernseh- und Filmschauspieler
- Zhao, Bingjun († 1914), chinesischer Politiker
- Zhao, Candice (* 1992), chinesische Schauspielerin und Model
- Zhao, Carol (* 1995), kanadische Tennisspielerin
- Zhao, Changhong (* 1996), chinesischer Langstreckenläufer
- Zhao, Changpeng (* 1977), chinesisch-kanadischer GeschäftsmannChangpeng Zhao (* 1977)

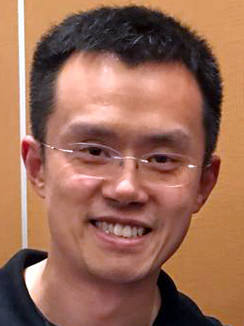
Changpeng Zhao (* 1977)

- Zhao, Chanyuan (* 1979), chinesische Zheng-Virtuosin
- Zhao, Chengliang (* 1984), chinesischer Geher
- Zhao, Chloé (* 1982), chinesische Filmregisseurin, Drehbuchautorin, Filmeditorin und Filmproduzentin
- Zhao, Chongguo (137 v. Chr.–52 v. Chr.), chinesischer General
- Zhao, Dan (1915–1980), chinesischer Schauspieler
- Zhao, Dayong (* 1970), chinesischer Künstler, Unternehmer, Publizist und Regisseur
- Zhao, Di (* 1993), chinesische Tennisspielerin
- Zhao, Erfeng (1845–1911), chinesischer Beamter
- Zhao, Ermi (1930–2016), chinesischer Herpetologe
- Zhao, Feiyan, chinesische Konkubine und Kaiserin
- Zhao, Fengting, chinesische Langstreckenläuferin
- Zhao, Gao († 207 v. Chr.), Obereunuch während der Qin-Dynastie unter Kaiser Qin Er Shi
- Zhao, Haihong (* 1977), chinesische Schriftstellerin
- Zhao, Hanyang (* 1999), chinesischer Snookerspieler
- Zhao, Hong, chinesische Juristin, Hochschullehrerin und ehemaliges Mitglied des Appellate Body der Welthandelsorganisation
- Zhao, Houlin (* 1950), chinesischer Ingenieur und UN-Funktionär
- Zhao, Ji-Cheng, Material- und Ingenieurwissenschaftler
- Zhao, Jianhua (* 1965), chinesischer Badmintonspieler
- Zhao, Jiawen (* 2001), chinesischer Nordischer Kombinierer und Skispringer
- Zhao, Jie (* 2002), chinesische Hammerwerferin
- Zhao, Jin (* 1968), chinesische Germanistin
- Zhao, Jin (* 1988), chinesische Schwimmerin
- Zhao, Jing (* 1978), chinesische Violoncellistin
- Zhao, Jing (* 1988), chinesische Mittelstreckenläuferin
- Zhao, Jiping (* 1945), chinesischer Komponist
- Zhao, Jiuzhang (1907–1968), chinesischer Geophysiker und Meteorologe, einer der Väter des Satellitenprogramms der Volksrepublik China
- Zhao, Jun (* 1967), chinesischer Skilangläufer
- Zhao, Jun (* 1986), chinesischer Schachgroßmeister
- Zhao, Junpeng (* 1996), chinesischer Badmintonspieler
- Zhao, Käthe (1906–2005), deutsch-chinesische Germanistin und Übersetzerin
- Zhao, Kezhi (* 1953), chinesischer Politiker, Gouverneur von Guizhou
- Zhao, Larissa Alexandrowna (* 1971), russische Mittelstreckenläuferin
- Zhao, Liang (* 1971), chinesischer Fotograf und Dokumentarfilmregisseur
- Zhao, Lianhai (* 1972), chinesischer Dissident
- Zhao, Lihai (1916–2000), chinesischer Jurist, Richter am Internationalen Seegerichtshof (1996–2000)
- Zhao, Lina (* 1991), chinesische Fußballtorhüterin
- Zhao, Lingxi (* 2000), chinesischer Tennisspieler
- Zhao, Mélodie (* 1994), Schweizer Pianistin und Komponistin mit chinesischen Wurzeln
- Zhao, Nannan (* 1990), chinesische Shorttrackerin
- Zhao, Puchu (1907–2000), chinesischer Generalsekretär der buddhistischen Vereinigung nach der Befreiung, Dichter, Kalligraph
- Zhao, Qianqian (* 1994), chinesische Tennisspielerin
- Zhao, Qinggang (* 1985), chinesischer Speerwerfer
- Zhao, Ruirui (* 1981), chinesische Volleyballspielerin
- Zhao, Rukuo (1170–1231), chinesischer Handelsbeamter der Zeit der Song-Dynastie
- Zhao, Sabrina, chinesische Filmemacherin
- Zhao, Shuai (* 1995), chinesischer Taekwondoin
- Zhao, Shuli (1906–1970), chinesischer Schriftsteller
- Zhao, Shuxia (* 1931), chinesische Autorin
- Zhao, Tingting (* 1982), chinesische Badmintonspielerin
- Zhao, Tingyang (* 1961), chinesischer Philosoph
- Zhao, Wei (* 1976), chinesische Schauspielerin und Sängerin
- Zhao, Wei (* 1979), chinesische Leichtathletin
- Zhao, Wei (* 1991), chinesische Rechtsanwaltsgehilfin
- Zhao, Weichang (* 1950), chinesischer Eisschnellläufer
- Zhao, Weina (* 1986), chinesisch-österreichische Filmemacherin, Autorin und Aktivistin
- Zhao, Xiaoding (* 1968), chinesischer Kameramann
- Zhao, Xiaoxi (* 2000), chinesische Tennisspielerin
- Zhao, Xichen (* 2003), chinesische Tennisspielerin
- Zhao, Xijin (1935–2012), chinesischer Wirbeltier-Paläontologe
- Zhao, Xintong (* 1997), chinesischer SnookerspielerZhao Xintong (* 1997)

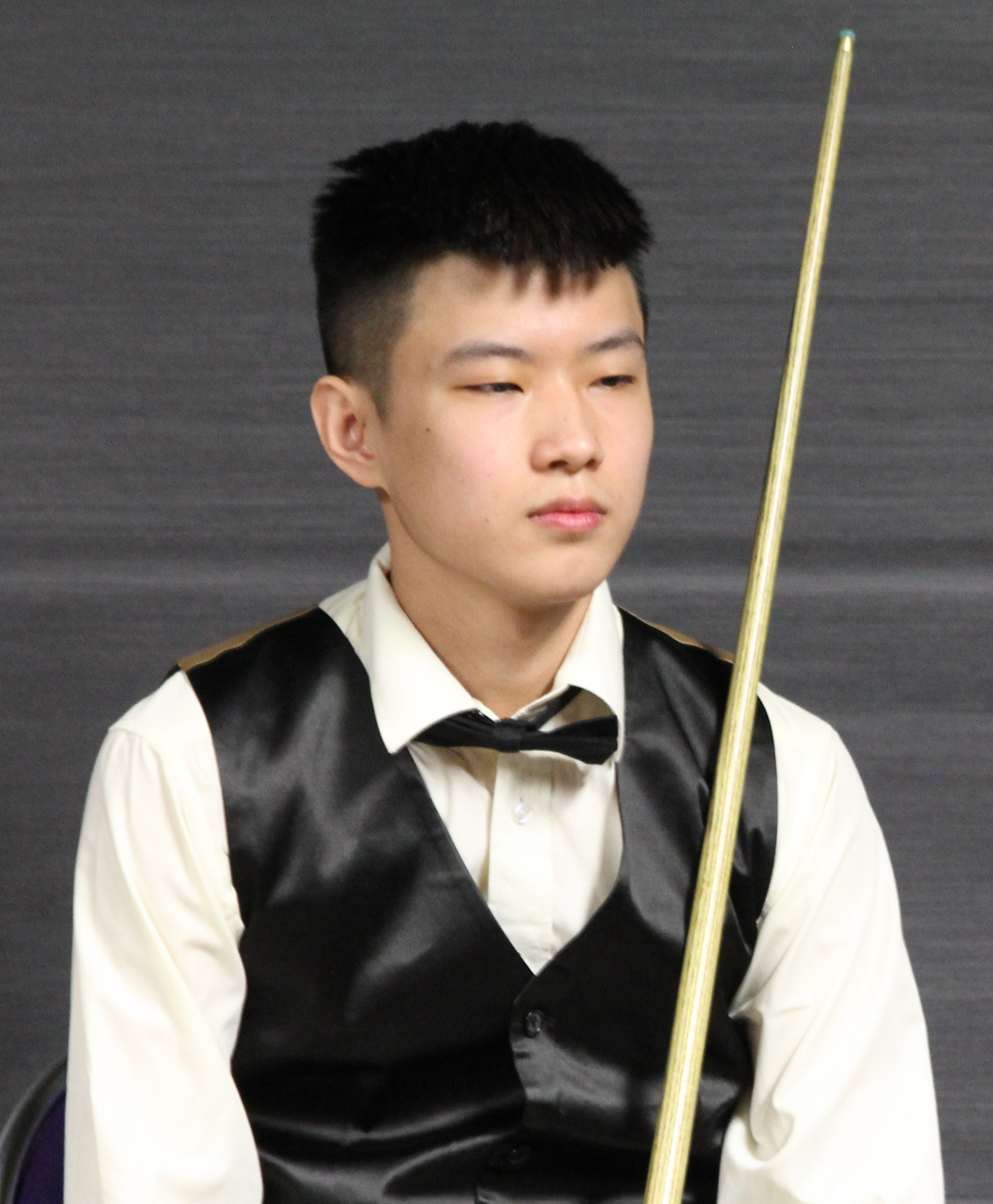
Zhao Xintong (* 1997)

- Zhao, Xue (* 1985), chinesische Schachspielerin
- Zhao, Xuri (* 1985), chinesischer Fußballspieler
- Zhao, Yan (* 1972), chinesische Fußballtorhüterin
- Zhao, Yanli (* 2000), chinesische Langstreckenläuferin
- Zhao, Yijing (* 1989), chinesische Tennisspielerin
- Zhao, Yongbo (* 1964), chinesischer Künstler
- Zhao, Youfeng (* 1965), chinesische Marathonläuferin
- Zhao, Yun († 229), Kommandeur in der Armee der Shu Han während der Zeit der drei Reiche
- Zhao, Yunlei (* 1986), chinesische Badmintonspielerin
- Zhao, Zanilia (* 1987), chinesische Schauspielerin
- Zhao, Zihao (* 1997), chinesischer Tischtennisspieler
- Zhao, Ziyang (1919–2005), chinesischer Politiker der Volksrepublik ChinaZhao Ziyang (1919–2005)

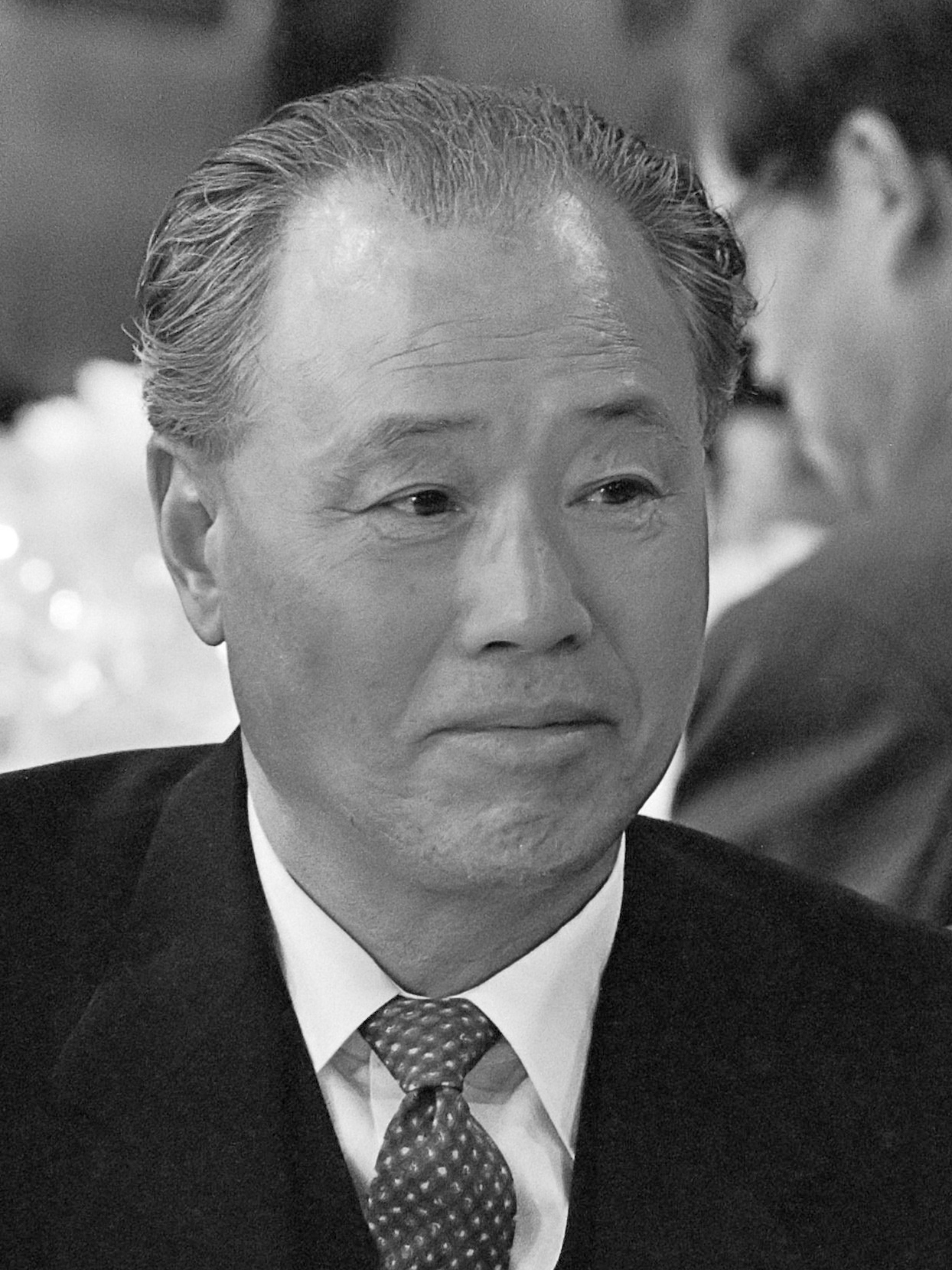
Zhao Ziyang (1919–2005)

- Zhao, Zong-Yuan (* 1986), australischer Schachspieler
- Zhao, Zunyue (1898–1965), chinesischer Politiker und Sprachwissenschaftler
- Zhaozhou Congshen (778–897), Meister des chinesischen Meditationsbuddhismus (Chan)

#### Zhar
- Zharku, Lutfi (* 1962), kosovarischer Politiker (LDK)
- Zharoff, Elizabeth (* 1986), US-amerikanische Opernsängerin und Webvideoproduzentin

#### Zhav
- Zhaveli, Lum (* 1990), kosovarischer Schwimmer

#### Zhax
- Zhaxi, Ciren (* 2002), chinesischer Leichtathlet

### Zhe
- Zhegrova, Edon (* 1999), kosovo-albanischer FußballspielerEdon Zhegrova (* 1999)

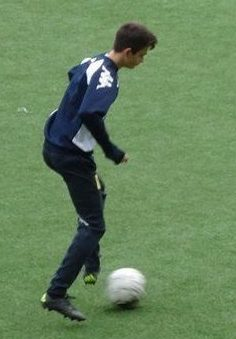
Edon Zhegrova (* 1999)

- Zhelder, Peter (* 1959), dänischer Schauspieler und Synchronsprecher
- Zhen († 251), chinesische Kaiserin der Wei-Dynastie
- Zhen Luo (183–221), Gemahlin von Cao Pi
- Zhen, Weijie (* 2003), chinesischer Skispringer
- Zheng Bo (* 1983), chinesischer Badmintonspieler
- Zheng Chenggong (1624–1662), chinesischer Armeeführer und halbstaatlicher Seeräuber
- Zheng Ji (1900–2010), chinesischer Biochemiker und Ernährungswissenschaftler
- Zheng Mingju (* 2002), chinesischer Eishockeyspieler
- Zheng Silin (1940–2022), chinesischer Politiker (Volksrepublik China), Minister für Arbeit und soziale Absicherung
- Zheng Zhong († 114), Eunuch der chinesischen Han-Dynastie
- Zheng, Chaolin (1901–1998), chinesischer trotzkistischer Oppositioneller
- Zheng, Dekun (1907–2001), chinesischer Archäologe
- Zheng, Dongsheng (* 1992), chinesischer Sprinter
- Zheng, Enchong (* 1950), chinesischer Rechtsanwalt
- Zheng, Fengrong (* 1937), chinesische Hochspringerin
- Zheng, Guangmei (1932–2023), chinesischer Zoologe und Ornithologe
- Zheng, Guanying (1842–1923), chinesischer Reformer
- Zheng, Guixia (* 1973), chinesische Langstreckenläuferin
- Zheng, Guogu (* 1970), chinesischer Künstler
- Zheng, Haixia (* 1967), chinesische Basketballspielerin
- Zheng, Haohao (* 2012), chinesische Skateboarderin
- Zheng, He (* 1371), chinesischer Admiral und SeefahrerZheng He (* 1371)

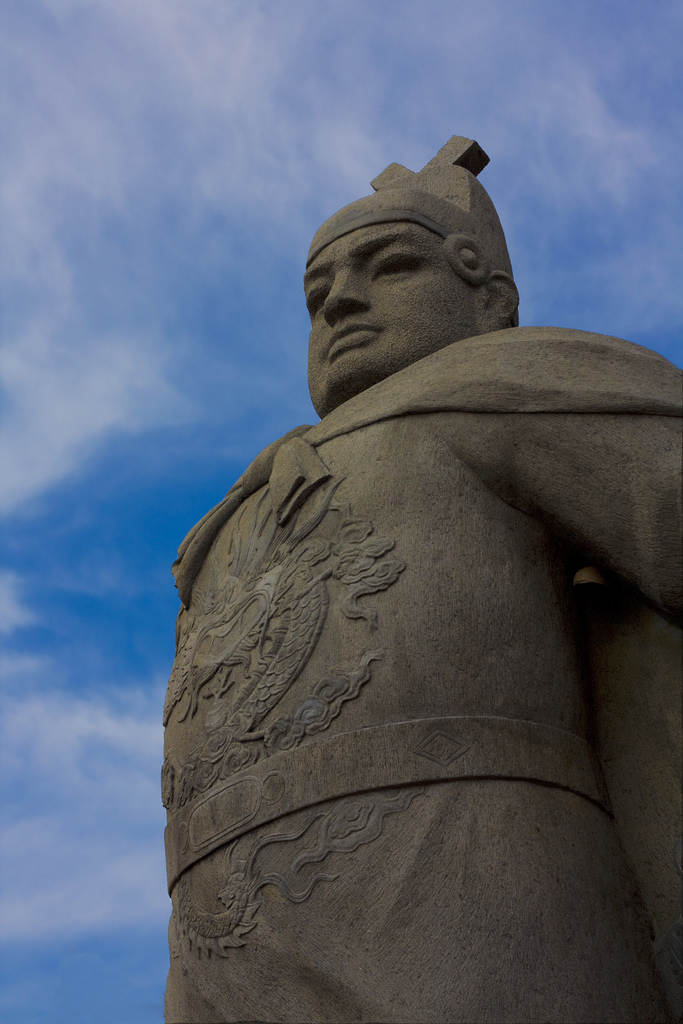
Zheng He (* 1371)

- Zheng, Herzog Huan von († 771 v. Chr.), Gründer des alten chinesischen Staates Zheng
- Zheng, Huiming, chinesische Badmintonspielerin
- Zheng, Jie (* 1983), chinesische Tennisspielerin
- Zheng, Jing (1642–1681), chinesischer Warlord und Herrscher des Königreichs Tungning
- Zheng, Jun-yi (* 1991), chinesische Tennisspielerin
- Zheng, Junli (1911–1969), chinesischer Schauspieler und Filmregisseur
- Zheng, Lihui (* 1978), chinesischer Kunstturner
- Zheng, Lu (* 1978), chinesischer Künstler
- Zheng, Manqing (1902–1975), chinesischer Taijiquanmeister, Künstler und Arzt
- Zheng, Meizhu (* 1962), chinesische Volleyballspielerin
- Zheng, Minzhi (* 1945), chinesische Tischtennisspielerin
- Zheng, Peifeng (* 1996), chinesischer Tischtennisspieler
- Zheng, Pengfei (* 1993), chinesischer Kanute
- Zheng, Qinwen (* 2002), chinesische TennisspielerinZheng Qinwen (* 2002)

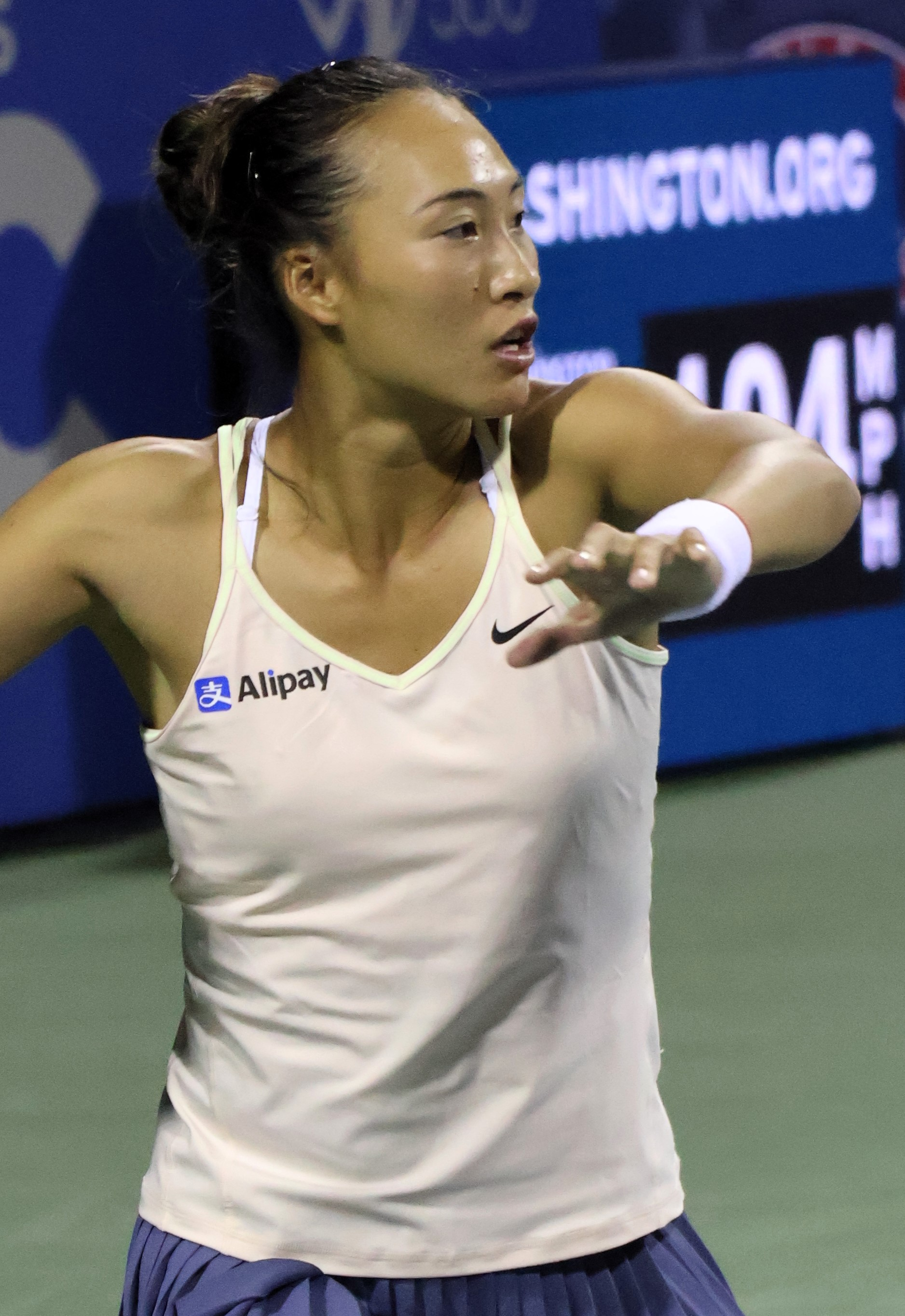
Zheng Qinwen (* 2002)

- Zheng, Saisai (* 1994), chinesische Tennisspielerin
- Zheng, Shanjie (* 1961), chinesischer Politiker in der Volksrepublik China
- Zheng, Shuyin (* 1994), chinesische Taekwondoin
- Zheng, Siwei (* 1997), chinesischer Badmintonspieler
- Zheng, Tianxiang (1914–2013), chinesischer Jurist, Präsident des chinesischen Volksgerichtshofes
- Zheng, Ting (* 1985), chinesischer Hochspringer
- Zheng, Wenxiao (* 1981), chinesischer Bratschist
- Zheng, Wushuang (* 1998), chinesische Tennisspielerin
- Zheng, Xiaojing (* 1958), chinesische Physikerin, Rektorin der Universität für Elektrotechnik und Elektronik Xi’an
- Zheng, Xiaoqian (* 1996), chinesische Mittelstreckenläuferin
- Zheng, Xiaoqiong (* 1980), chinesische Schriftstellerin
- Zheng, Xiaoxu (1860–1938), chinesischer und mandschurischer Politiker
- Zheng, Xiaoying (* 1929), chinesische Dirigentin
- Zheng, Xiaoyu (1944–2007), chinesischer Beamter, wegen Korruption zum Tode verurteilt
- Zheng, Xingjuan (* 1989), chinesische Hochspringerin
- Zheng, Xinling (1938–2023), chinesischer Pädagoge, Literaturkritiker und Hochschullehrer
- Zheng, Xuan (127–200), Kommentator und konfuzianischer Gelehrter der Han-Dynastie
- Zheng, Yecheng (* 1993), chinesischer Schauspieler
- Zheng, Yi (* 1947), chinesischer Schriftsteller
- Zheng, Yisao (1775–1844), chinesische Piratin
- Zheng, Yubo, chinesischer Poolbillardspieler
- Zheng, Yuli (* 1963), chinesische Badmintonspielerin
- Zheng, Yumin (* 1967), chinesischer Badmintonspieler
- Zheng, Yuxi (* 1963), chinesischer Mathematiker in den USA
- Zheng, Zeguang (* 1963), chinesischer Diplomat
- Zheng, Zhemin (1924–2021), chinesischer Physiker
- Zheng, Zhengqiu (1889–1935), chinesischer Dramatiker, Drehbuchautor und Filmregisseur
- Zheng, Zhi (* 1980), chinesischer Fußballspieler
- Zheng, Zhihui (* 1991), chinesische Leichtathletin
- Zheng, Zhilong († 1661), chinesischer Pirat
- Zheng, Zuoxin (1906–1998), chinesischer Ornithologe
- Zhengde (1491–1521), chinesischer Kaiser der Ming-Dynastie
- Zhengjue, Hongzhi (1091–1157), chinesischer Chan-Meister der Song-Dynastie
- Zhengtong (1427–1464), chinesischer Kaiser der Ming-DynastieZhengtong (1427–1464)

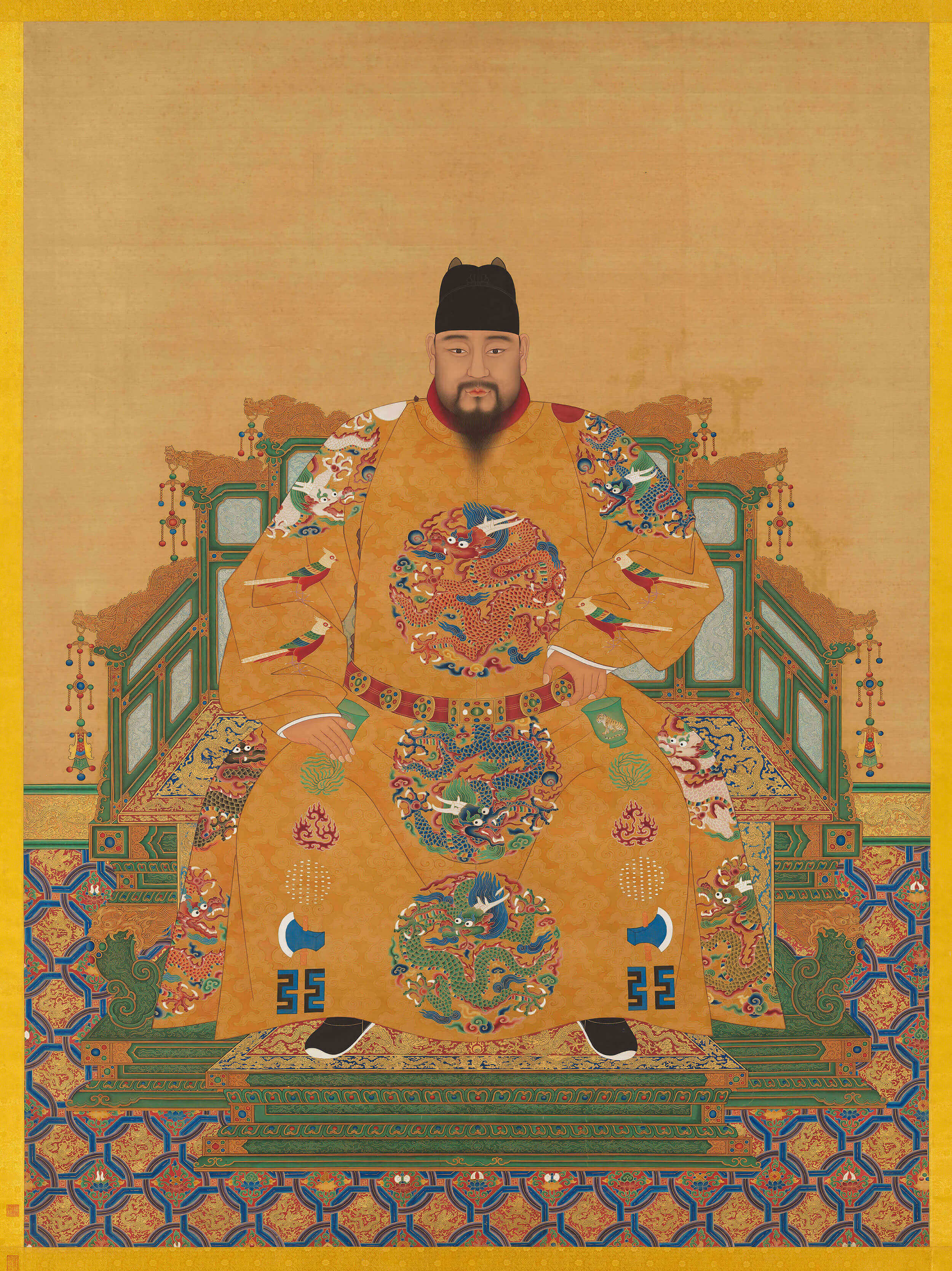
Zhengtong (1427–1464)

- Zhenikhova, Sonja (* 2008), deutsche Tennisspielerin

### Zhi
- Zhi Cong, chinesischer Arzt, der medizinische Kontakte zwischen Japan und China einleitete
- Zhi Yi (538–597), Begründer des Tiantai-Buddhismus
- Zhishman, Joseph von (1820–1894), österreichischer Jurist und Kirchenrechtler
- Zhitnitski, Mark (1903–1993), israelischer und belarussischer Künstler und Graphiker
- Zhitnitsky, Ariel, sowjetischer Physiker
- Zhitomirskiy, Ilya (1989–2011), russischer Softwareentwickler, Mitgründer von Diaspora
- Zhivanevskaya, Nina (* 1977), spanische Schwimmerin russischer Herkunft
- Zhizhen, Zhang (* 1996), chinesischer TennisspielerZhang Zhizhen (* 1996)

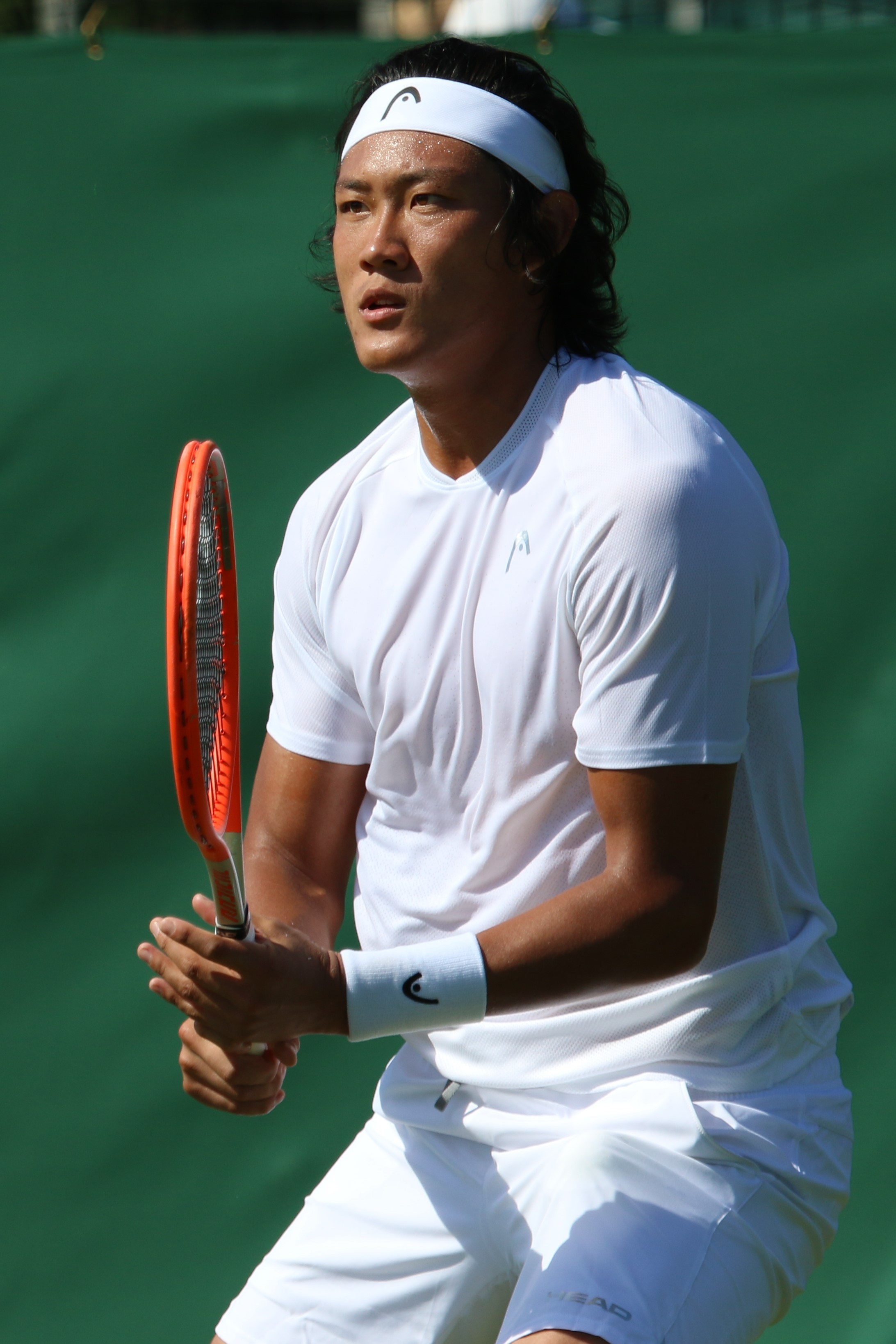
Zhang Zhizhen (* 1996)

- Zhizhi, Wang (* 1977), chinesischer Basketballspieler

### Zhm
- Zhmud, Leonid (* 1956), russischer Philosophie- und Wissenschaftshistoriker

### Zho
- Zhobel, Mohammad Haider, afghanischer Literaturwissenschaftler
- Zhobel, Mohammad Osman, afghanischer Richter
- Zhobel, Mustafa (* 1991), afghanischer Fußballspieler
- Zhong Changfeng, Anthony (1932–2011), chinesischer römisch-katholischer Priester der Untergrundkirche und Bischof in Kaifeng
- Zhong Ding, chinesischer König der Shang-Dynastie
- Zhong Honglian (* 1967), chinesische Fußballspielerin
- Zhong Hui (225–264), General der Wei-Dynastie zur Zeit der drei Reiche im alten China
- Zhong Kang, vierter König der halblegendären Xia-Dynastie
- Zhong Ren († 1730 v. Chr.), König aus der Shang-Dynastie für vier Jahre im Kaiserreich China
- Zhong, Guiqing (* 1977), chinesische Stabhochspringerin
- Zhong, Huandi (* 1967), chinesische Langstreckenläuferin
- Zhong, Jiawei (* 1999), chinesische Weitspringerin
- Zhong, Man (* 1983), chinesischer Säbelfechter und Olympiasieger
- Zhong, Peizhang (1924–2021), chinesischer Politiker
- Zhong, Qianxin (* 1990), chinesische Badmintonspielerin
- Zhong, Qixin (* 1989), chinesischer Sportkletterer
- Zhong, Shanshan (* 1954), chinesischer Unternehmer
- Zhong, Tao (* 2002), chinesischer Stabhochsprung
- Zhong, Tianshi (* 1991), chinesische Bahnradsportlerin
- Zhong, Wei (* 1998), US-amerikanisch-chinesischer Eishockeyspieler
- Zhong, Xiang († 1130), chinesischer Schamane, Heiler und Rebellenführer
- Zhong, Xiaoqian (* 1997), chinesische Mittelstreckenläuferin
- Zhong, Yao (151–230), Minister der Wei-Dynastie
- Zhongtian, Yi (* 1947), chinesischer Historiker und Professor
- Zhorny, Franz (1949–2006), österreichischer Handballtorwart und -funktionär
- Zhou Decai (* 1965), chinesischer Bürgerrechtler und Demokratieaktivist
- Zhou Dunyi (1017–1073), chinesischer Philosoph, Schule des Neokonfuzianismus
- Zhou Feng (* 1993), chinesische Ringerin
- Zhou Guangzhao (1929–2024), chinesischer Physiker
- Zhou Guohua (* 1990), chinesische Leichtathletin und Paralympikerin
- Zhou Hua (* 1969), chinesische Fußballspielerin
- Zhou Hui (* 1989), chinesische Badmintonspielerin
- Zhou Ji (* 1946), chinesischer Politiker (Volksrepublik China), Bildungsminister
- Zhou Kunren (* 1937), chinesischer Admiral und Politiker der KPCh
- Zhou Lulu (* 1988), chinesische Gewichtheberin und Olympiasiegerin
- Zhou Mi (1232–1298), Literat der Zeit der frühen Herrschaft der Yuan-Dynastie in China
- Zhou Ning (* 1974), chinesischer Fußballspieler
- Zhou Qihao (* 1997), chinesischer Tischtennisspieler
- Zhou Qing (* 1964), chinesischer Journalist, Sachbuchautor und Regimekritiker
- Zhou Qunfei (* 1970), chinesische Unternehmerin
- Zhou Shiming (* 1981), chinesischer Boxer
- Zhou Shouying (* 1969), chinesische Ruderin
- Zhou Tai Wang, Ahnherr der Zhou-Dynastie
- Zhou Tienong (1938–2023), chinesischer Politiker in der Volksrepublik China
- Zhou Xiuhua (* 1966), chinesische Ruderin
- Zhou Yang (* 1971), chinesische Fußballspielerin
- Zhou Yongkang (* 1942), chinesischer Politiker und Sicherheitsminister der VR ChinaZhou Yongkang (* 1942)

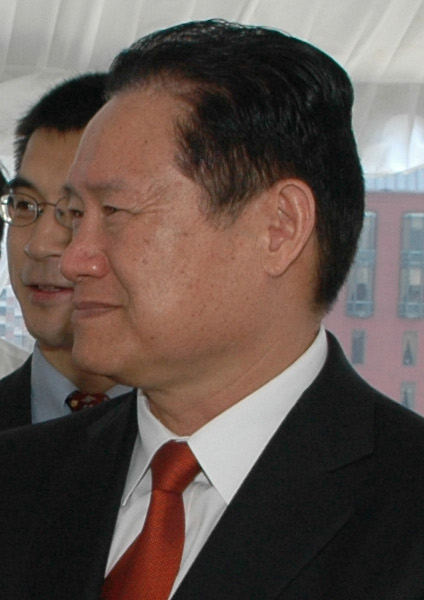
Zhou Yongkang (* 1942)

- Zhou Yu (* 1999), chinesischer Radrennfahrer
- Zhou Yuelong (* 1998), chinesischer Snookerspieler
- Zhou, Bangyan (1056–1121), Dichter und Komponist von Liedern (詞, Ci)
- Zhou, Bingde (* 1937), politische Persönlichkeit in der Volksrepublik China
- Zhou, Cheng, chinesischer Autor
- Zhou, Chengzhou (* 1982), chinesischer Filmregisseur und Fotograf
- Zhou, Chunxiu (* 1978), chinesische Langstreckenläuferin
- Zhou, Da Huang (* 1957), chinesischer Künstler
- Zhou, Daguan, chinesischer Autor
- Zhou, Dongyu (* 1992), chinesische Schauspielerin
- Zhou, Enlai (1898–1976), chinesischer Premierminister, Führer der Kommunistischen Partei Chinas
- Zhou, Guangren (1928–2022), chinesische Pianistin
- Zhou, Guanyu (* 1999), chinesischer AutomobilrennfahrerZhou Guanyu (* 1999)

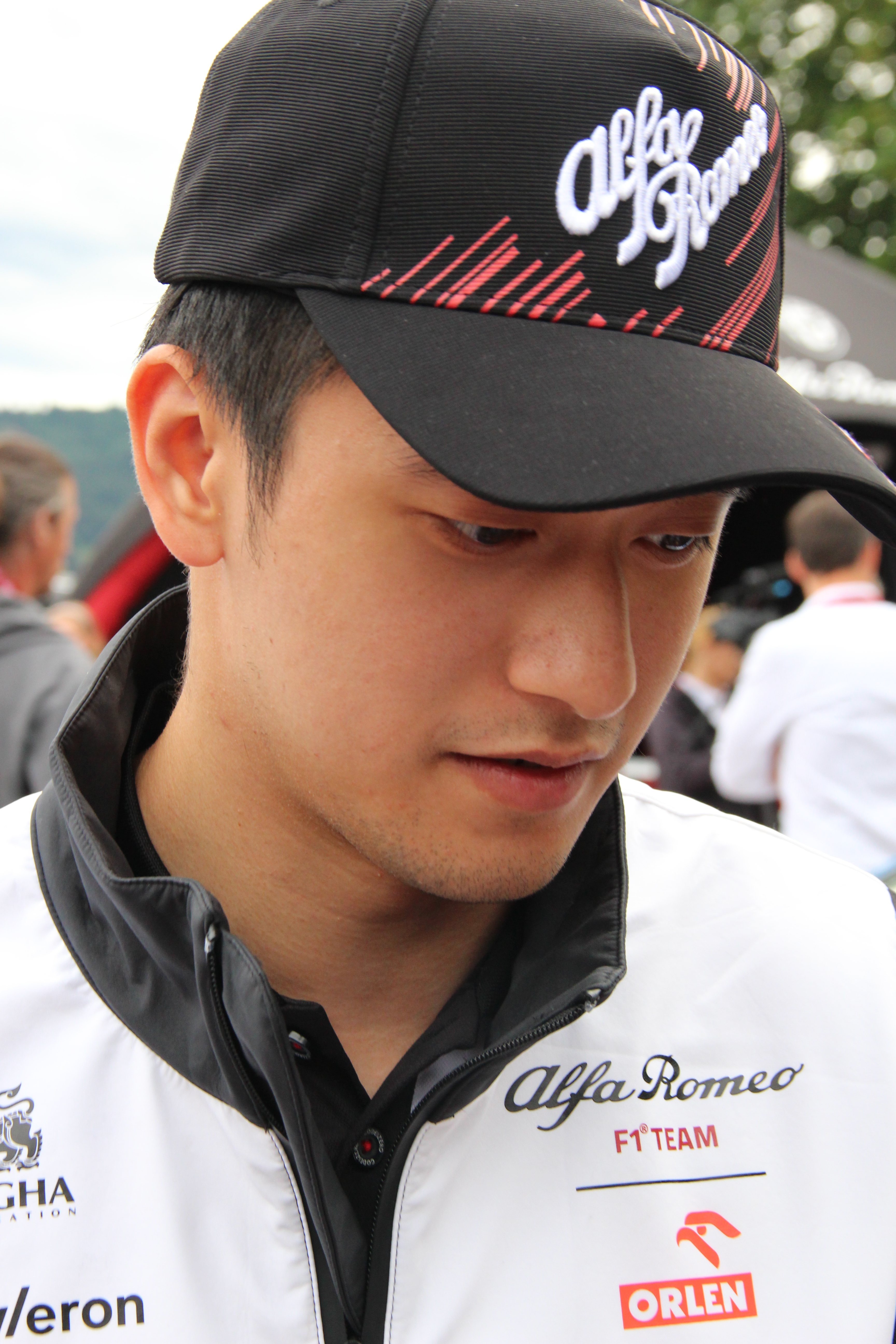
Zhou Guanyu (* 1999)

- Zhou, Haibin (* 1985), chinesischer Fußballspieler
- Zhou, Haiyan (* 1990), chinesische Mittelstreckenläuferin
- Zhou, Hang (* 1993), chinesischer Freestyle-Skisportler
- Zhou, Haodong (* 1998), chinesischer Badmintonspieler
- Zhou, Haohui (* 1977), chinesischer Schriftsteller
- Zhou, Haowen (* 2001), chinesischer Sprinter
- Zhou, Huimin (* 2005), chinesische BMX-Freestyle-Fahrerin
- Zhou, Jianchao (* 1988), chinesischer Schachmeister
- Zhou, Jianping (* 1957), chinesischer Raumfahrtingenieur, Technischer Direktor des bemannten Raumfahrtprogramms der Volksrepublik China
- Zhou, Jihong (* 1965), chinesische Wasserspringerin
- Zhou, Jincan (* 1961), chinesischer Badmintonspieler, später für die USA startend
- Zhou, Jiping (* 1952), chinesischer Manager
- Zhou, Kaiya (* 1932), chinesischer Biologe und Naturschützer
- Zhou, Lei (* 1970), chinesische Badmintonspielerin
- Zhou, Lili (* 1980), US-amerikanische Badmintonspielerin chinesischer Herkunft
- Zhou, Long (* 1953), US-amerikanischer Komponist und Hochschullehrer chinesischer Herkunft
- Zhou, Lüxin (* 1988), chinesischer Turmspringer
- Zhou, Mi (* 1979), chinesische Badmintonspielerin
- Zhou, Min (* 1956), US-amerikanische Soziologin
- Zhou, Mingzhen (1918–1996), chinesischer Paläontologe und Geologe
- Zhou, Momo (1991–2023), chinesische Dartspielerin
- Zhou, Peishun (* 1962), chinesischer Gewichtheber
- Zhou, Qian (* 1989), chinesische Ringerin
- Zhou, Qiang (* 1960), chinesischer Politiker in der Volksrepublik China
- Zhou, Qifeng (* 1947), chinesischer Chemiker
- Zhou, Qiren (* 1950), chinesischer Wirtschaftswissenschaftler
- Zhou, Quan (* 1984), chinesischer Pokerspieler
- Zhou, Shan Zuo (* 1952), chinesischer Künstler
- Zhou, Shen (* 1992), chinesischer SängerZhou Shen (* 1992)

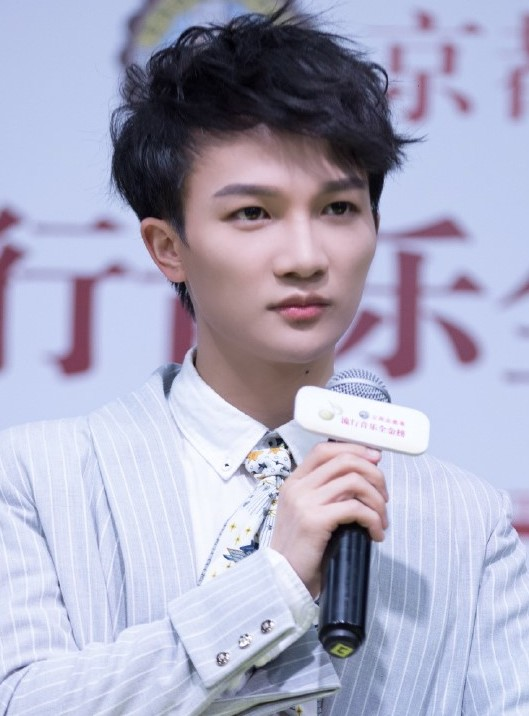
Zhou Shen (* 1992)

- Zhou, Shuguang (* 1981), chinesisch-taiwanischer Blogger und Bürgerjournalist
- Zhou, Shun (* 1985), chinesischer Beachvolleyballspieler
- Zhou, Suhong (* 1979), chinesische Volleyballspielerin
- Zhou, Tai († 228), General der Wu-Dynastie zur Zeit der drei Reiche im alten China
- Zhou, Vic (* 1981), taiwanischer Schauspieler, Sänger und Model
- Zhou, Vincent (* 2000), US-amerikanischer Eiskunstläufer
- Zhou, Weihui (* 1973), chinesische Schriftstellerin
- Zhou, Wenju, chinesischer Maler
- Zhou, Wenlong (* 1987), chinesischer Badmintonspieler
- Zhou, Wenzhong (* 1945), chinesischer Politiker und Diplomat
- Zhou, Xiaochuan (* 1948), chinesischer Ökonom
- Zhou, Xiaoyang (* 2002), chinesischer Skispringer
- Zhou, Xin (* 1955), chinesischer Mathematiker
- Zhou, Xingsi (469–521), chinesischer Hofgelehrter
- Zhou, Xuan (1918–1957), chinesische Sängerin und Filmschauspielerin
- Zhou, Xuepu (1900–1983), chinesischer Germanist, Übersetzer und Hochschullehrer
- Zhou, Xun (* 1974), chinesische SchauspielerinZhou Xun (* 1974)

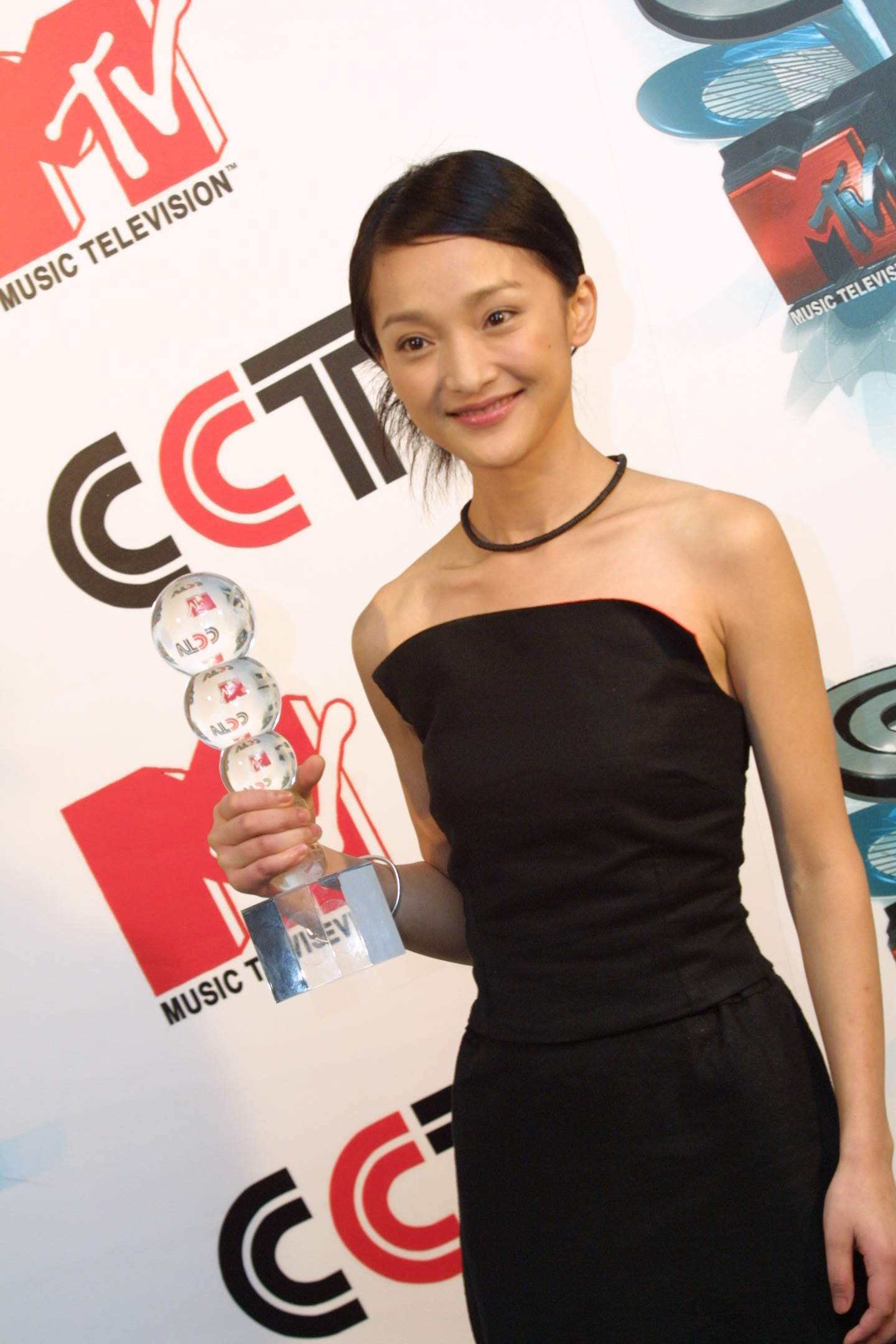
Zhou Xun (* 1974)

- Zhou, Yan (* 1982), chinesische Curlerin
- Zhou, Yang (1908–1989), chinesischer Politiker und Literaturtheoretiker
- Zhou, Yang (* 1991), chinesische Shorttrackerin
- Zhou, Yaqin (* 2005), chinesische Kunstturnerin
- Zhou, Yi (* 2005), chinesischer Tennisspieler
- Zhou, Yimiao (* 1991), chinesische Tennisspielerin
- Zhou, Youguang (1906–2017), chinesischer Ökonom und Linguist
- Zhou, Yu (175–210), chinesischer Feldherr der Wu-Dynastie
- Zhou, Yu (* 1992), chinesischer Tischtennisspieler
- Zhou, Yuanyuan (* 1971), chinesisch-US-amerikanische Informatikerin
- Zhou, Zhonghe (* 1965), chinesischer Paläontologe
- Zhou, Zijian (1914–2003), chinesischer Politiker
- Zhou, Zuoren (1885–1967), chinesischer Übersetzer und Autor
- Zhowandai, Gul Mohammed (1905–1988), afghanischer Dichter
- Zhoya, Sasha (* 2002), australisch-französischer Hürdenläufer

### Zhu
- Zhu, siebter König der halblegendären Xia-Dynastie
- Zhu († 265), chinesische Kaiserin der Wu-Dynastie
- Zhu (* 1989), US-amerikanischer DJ und Produzent
- Zhu Baoyu, Joseph (1921–2020), chinesischer Geistlicher, römisch-katholischer Bischof von Nanyang
- Zhu Chenghu (* 1952), chinesischer General
- Zhu Da (1625–1705), chinesischer Maler und Kalligraph der Qing-Dynastie
- Zhu De (1886–1976), chinesischer MarschallZhu De (1886–1976)

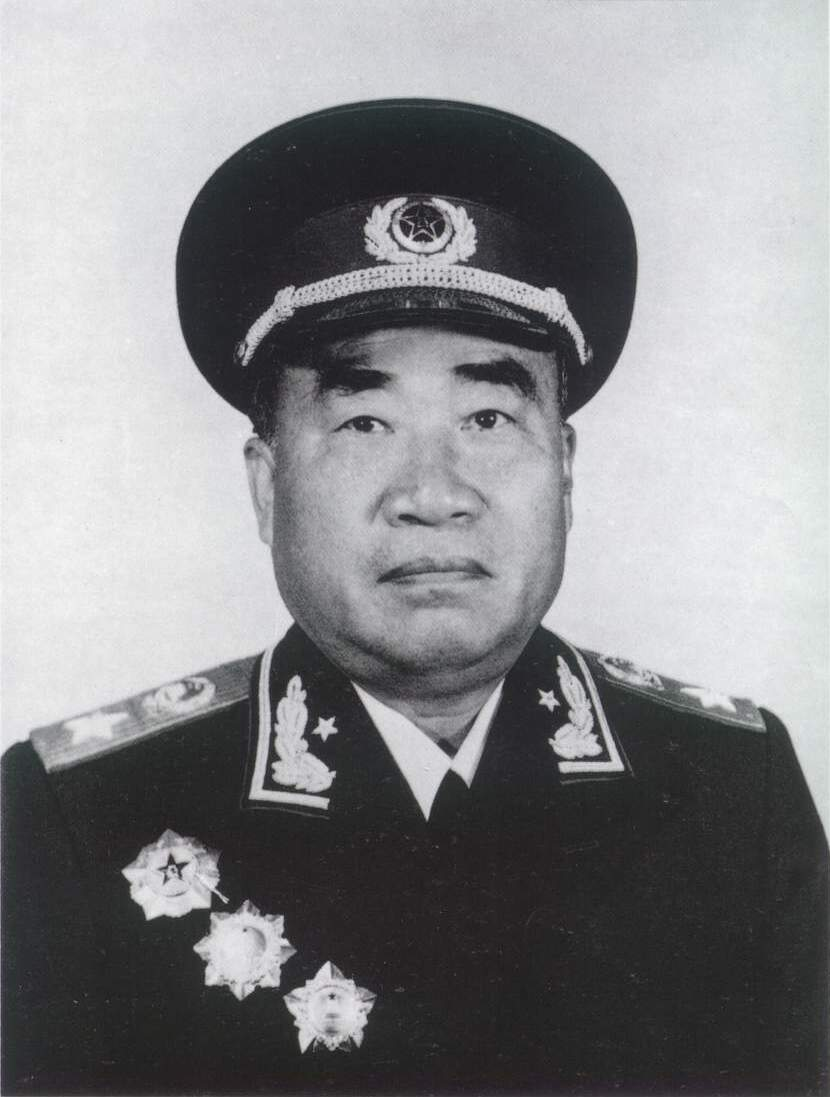
Zhu De (1886–1976)

- Zhu Fang (* 1976), spanische Tischtennisspielerin chinesischer Abstammung
- Zhu Guangya (1924–2011), chinesischer Physiker
- Zhu Jing (* 1978), chinesische Fußballspielerin
- Zhu Kaixuan (1932–2016), chinesischer Politiker (Volksrepublik China), Vorsitzender der Staatskommission für Bildung
- Zhu Lilan (* 1935), chinesische Politikerin (Volksrepublik China), Wissenschaftsministerin
- Zhu Rongji (* 1928), chinesischer Politiker
- Zhu Tao (* 1974), chinesische Fußballspielerin
- Zhu Wen (852–912), Kaiser der Späteren Liang-Dynastie
- Zhu Xi (1130–1200), chinesischer NeokonfuzianerZhu Xi (1130–1200)

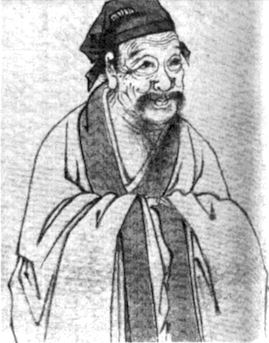
Zhu Xi (1130–1200)

- Zhu Xun (* 1930), chinesischer Politiker
- Zhu Ying (* 1981), chinesische Snookerschiedsrichterin
- Zhu Youlang (1623–1662), chinesischer Kaiser der südlichen Ming-Dynastie
- Zhu Yujian (1602–1646), chinesischer Kaiser der südlichen Ming-Dynastie
- Zhu Yuling (* 1995), chinesische Tischtennisspielerin
- Zhu Yuqing (* 1963), chinesische Siebenkämpferin
- Zhu Ziyang (* 1996), chinesischer Eishockeyspieler
- Zhu, Amy (* 1994), US-amerikanische Tennisspielerin
- Zhu, Chen (* 1976), chinesische Schachspielerin und Schachweltmeisterin
- Zhu, Chenjie (* 2000), chinesischer Fußballspieler
- Zhu, David (* 1990), chinesischer Automobilrennfahrer
- Zhu, Dianfa (* 1964), chinesischer Skilangläufer
- Zhu, Evan (* 1998), US-amerikanischer Tennisspieler
- Zhu, Feng, US-amerikanischer Concept Designer
- Zhu, Feng (* 1978), chinesischer Badmintonspieler
- Zhu, Guanghu (* 1949), chinesischer Fußballtrainer
- Zhu, Guo (* 1985), chinesischer Taekwondoin
- Zhu, Hengjun (* 1987), chinesischer Zehnkämpfer
- Zhu, Hongjun (* 1981), chinesischer Geher
- Zhu, Huaicheng (* 1962), chinesischer Paläopalynologe und Stratigraph
- Zhu, Jianhua (* 1956), chinesischer Germanist
- Zhu, Jianhua (* 1963), chinesischer Hochspringer
- Zhu, Jiner (* 2002), chinesische Schachgroßmeisterin
- Zhu, Jingjing (* 1985), chinesische Badmintonspielerin
- Zhu, Jun (* 1984), chinesischer Florettfechter
- Zhu, Junsheng (1788–1858), chinesischer Phonologe und Sprachwissenschaftler
- Zhu, Junying (* 2004), chinesische Sprinterin
- Zhu, Lin (* 1984), chinesische Badmintonspielerin
- Zhu, Lin (* 1994), chinesische TennisspielerinZhu Lin (* 1994)

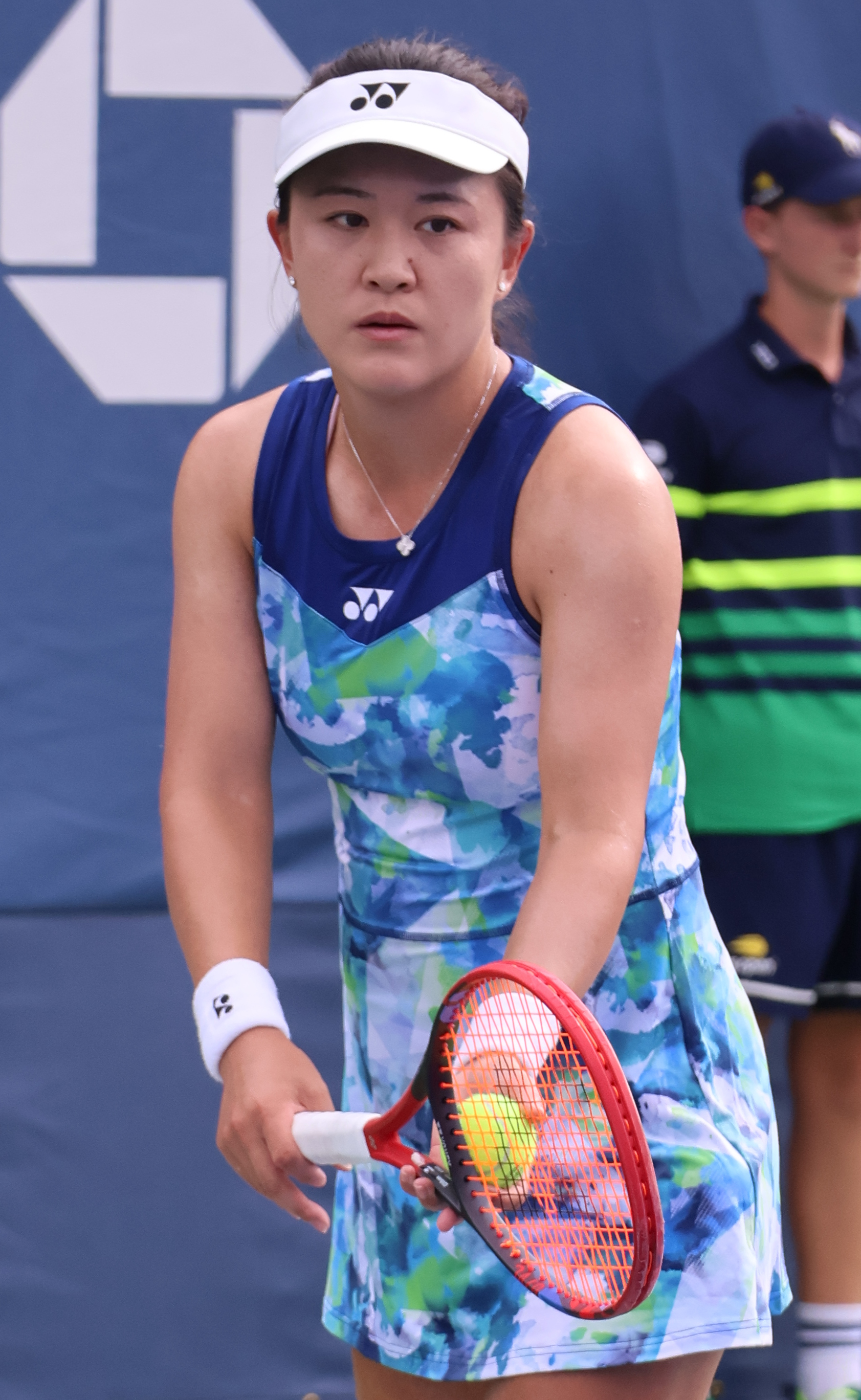
Zhu Lin (* 1994)

- Zhu, Linfeng (* 1996), chinesischer Tischtennisspieler
- Zhu, Lingdi (* 1993), chinesische Beachvolleyballspielerin
- Zhu, Qinan (* 1984), chinesischer Sportschütze in der Disziplin Luftgewehr
- Zhu, Renxue (* 1991), chinesischer Langstreckenläufer
- Zhu, Shao Fan, vietnamesischer Wushu-Kämpfer und -Trainer
- Zhu, Shenglong (* 2000), chinesischer Hürdenläufer
- Zhu, Shengze (* 1987), chinesische Kunstschaffende und Filmemacherin
- Zhu, Shijie, chinesischer Mathematiker
- Zhu, Shilin (1899–1967), chinesischer Filmregisseur und Drehbuchautor
- Zhu, Shujing (* 1985), chinesischer Weitspringer
- Zhu, Ting (* 1994), chinesische Volleyballspielerin
- Zhu, Weilie (* 1941), chinesischer Arabist und Nahostexperte
- Zhu, Wen (* 1967), chinesischer Schriftsteller, Dichter, Drehbuchautor und Filmregisseur
- Zhu, Xianwei (* 1971), chinesischer Künstler in Deutschland
- Zhu, Xiao-Mei (* 1949), chinesisch-französische Pianistin
- Zhu, Xiaodan (* 1953), chinesischer Politiker in der Volksrepublik China und (seit 2011) Gouverneur von Guangdong
- Zhu, Xiaolin (* 1984), chinesische Marathonläuferin
- Zhu, Xiaoxiang (* 1984), chinesische Luft- und Raumfahrttechnikerin, Geodätin und Hochschullehrerin
- Zhu, Xinwen (* 1982), chinesischer Mathematiker
- Zhu, Xiping (* 1962), chinesischer Mathematiker
- Zhu, Xueying (* 1998), chinesische Trampolinturnerin
- Zhu, Yaming (* 1994), chinesischer Dreispringer
- Zhu, Yangzhu (* 1986), chinesischer Raumfahrer
- Zhu, Yiaqing (* 1985), chinesische Leichtathletin
- Zhu, Yingwen (* 1981), chinesische Schwimmerin
- Zhu, Yu (* 1997), chinesische Fußballtorhüterin
- Zhu, Yufu (* 1953), chinesischer Dissident
- Zhu, Zaiyu (1536–1610), Prinz der chinesischen Ming-Dynastie, Mathematiker und Musikwissenschaftler
- Zhu, Zhenyu (* 1999), chinesischer Biathlet
- Zhu, Zhenzhen (* 1989), chinesische Rollstuhltennisspielerin
- Zhu, Zhi (156–224), Offizier des Wu-Reiches zur Zeit der drei Reiche im alten China
- Zhu, Zhiyu (1600–1682), chinesischer Patriot
- Zhuang († 682 v. Chr.), fünfzehnter König der chinesischen Zhou-Dynastie und der dritte der östlichen Zhou
- Zhuang († 591 v. Chr.), König von Chu (613 v. Chr.–591 v. Chr.)
- Zhuang Jianjian, Peter (* 1931), chinesischer katholischer Bischof
- Zhuang Xiaoyan (* 1969), chinesische Judoka
- Zhuang, Xiaowei (* 1972), US-amerikanische Biophysikerin
- Zhuang, Yong (* 1972), chinesische Schwimmerin und Olympiasiegerin
- Zhuang, Zedong (1940–2013), chinesischer Tischtennisspieler und -trainer
- Zhuangzi († 290 v. Chr.), chinesischer daoistischer Philosoph und Dichter
- Zhuber, Helmut (* 1959), deutscher Schauspieler und Hörspielsprecher
- Zhubi, Mentor (* 1984), schwedischer Fußballspieler
- Zhuge Jin (174–241), Politiker der Wu-Dynastie
- Zhuge Jun, chinesischer Politiker in der Zeit der Drei Reiche
- Zhuge Ke (203–253), Kanzler und Regent der Wu-Dynastie und Mitglied der Zhuge-Familie
- Zhuge Qiao, chinesischer Politiker in der Zeit der Drei Reiche
- Zhuge Zhan (226–263), General der Shu Han zur Zeit der drei Reiche
- Zhuge, Dan († 258), General der Wei-Dynastie
- Zhuge, Liang (181–234), Politiker und Stratege zur Zeit der Drei-Königreiche-Periode von ChinaZhuge Liang (181–234)

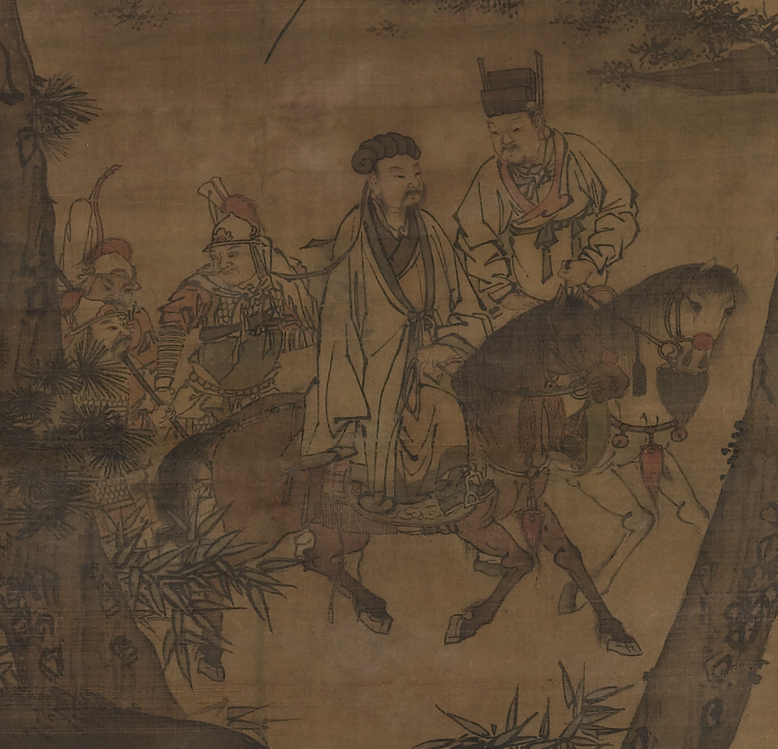
Zhuge Liang (181–234)

- Zhuk, Igor (* 1971), ukrainischer Künstler und Restaurateur
- Zhukouski, Tsimafei (* 1989), kroatischer Volleyballspieler
- Zhukov, Oleg (* 1980), ukrainischer Schauspieler
- Zhukova, Olga (* 1991), russische Organistin
- Zhulali, Edmond (* 1960), albanischer Komponist, Musikproduzent und Dozent
- Zhuo, Lin (1916–2009), chinesische Frau, Ehefrau des Parteichefs Deng Xiaoping
- Zhuoma, Youmi (* 1999), chinesische Tennisspielerin